# Argentína történelme
Argentína történelme mintegy 13 ezer évvel ezelőtt, az ember megjelenésével kezdődött. Az első mezőgazdasági kultúrák az Andok északnyugati részén jöttek létre, az i. e. 18 században. Az európaiak 1502-ben jelentek meg, és tíz évvel később felfedezték a La Plata folyó torkolatát. Argentínát a spanyolok gyarmatosították, akik 1776-ban létrehozták a Río de la Plata-i Alkirályságot; ez az 1810-es forradalmat követően több autonóm államra: az Egyesült Río de la Plata-i Tartományokra (a későbbi Argentína és Uruguay), Bolíviára és Paraguayra esett szét.
A függetlenség 1816. július 9-i kikiáltásával és a Spanyolország 1824-es katonai vereségével Argentína nemzetközileg elismert, szuverén állammá vált. 1833-ban a Brit Birodalom megszállta a Falkland-szigeteket, amelyek elvesztését Argentína azóta sem ismerte el.
A polgárháborúk elhúzódó időszaka után 1853 és 1860 között létrejött a szövetségi tartományokból álló Argentin Köztársaság. Az állam dél felé terjeszkedett és a pampák meghódításával határait egészen a Tűzföldig tolta ki.
1862 és 1930 között az alkotmányos stabilitás hosszú időszaka következett, amely alatt az európai (főleg olasz és spanyol) bevándorlásnak köszönhetően népessége ötször gyorsabban nőtt a világ átlagánál.
1930-tól katonai diktatúrák, illegitim kormányok, fokozódó korrupció, a lakosság elnyomásának korszaka következett, amely kisebb enyhülésekkel egészen az 1980-as évekig tartott. Miután a diktatúra 1982-ben a falklandi háborúban vereséget szenvedett, kénytelen volt átadni a hatalmat a nép által választott demokratikus kormányoknak. A diktatúra prominens vezetőit emberiesség elleni bűncselekmények miatt vonták felelősségre. A demokrácia korszaka azóta is tart, bár ez idő alatt Argentína súlyos politikai és gazdasági válságokkal volt kénytelen szembenézni.

## Őstörténet

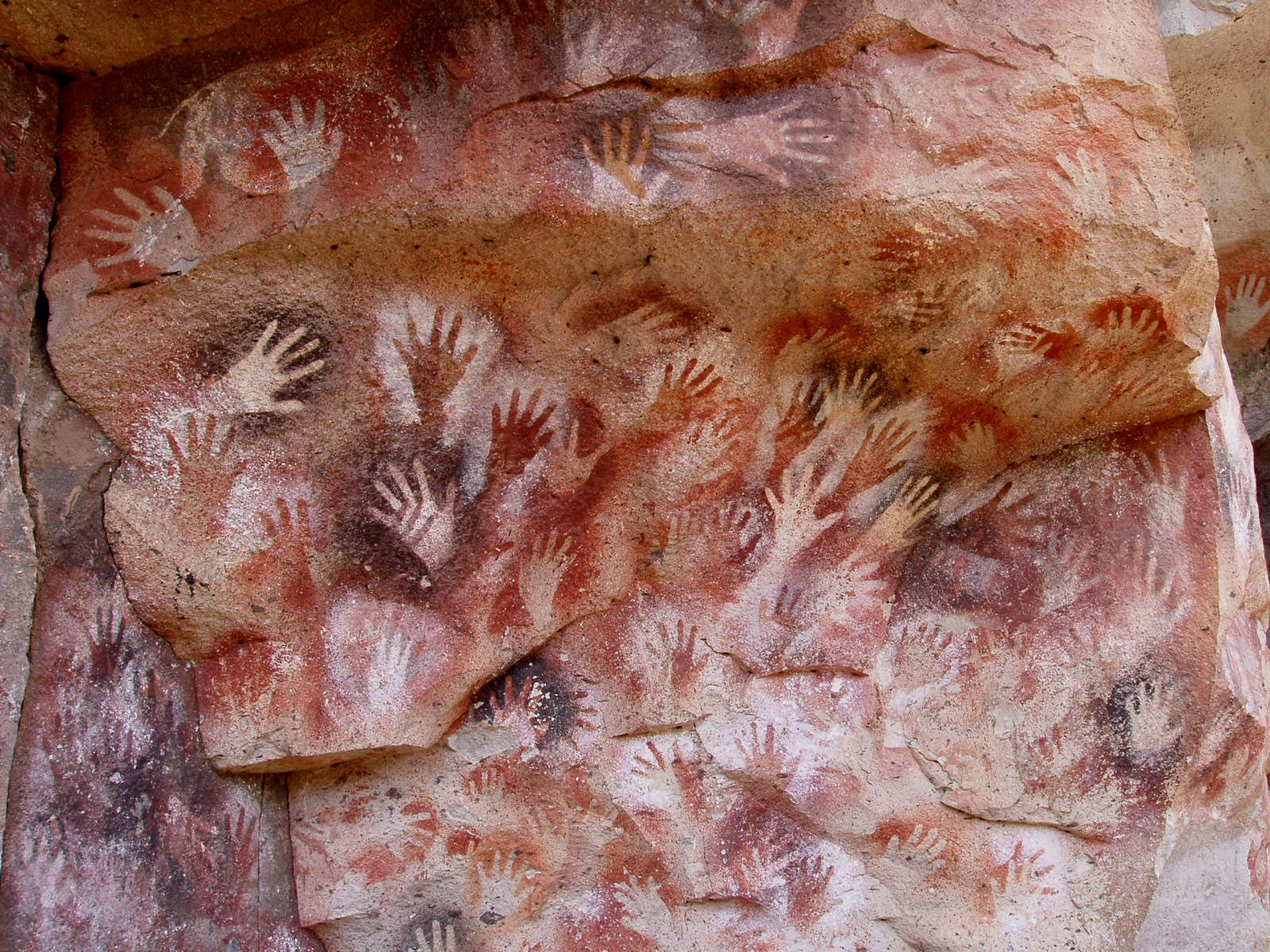
A Santa Cruz-i Kezek barlangja

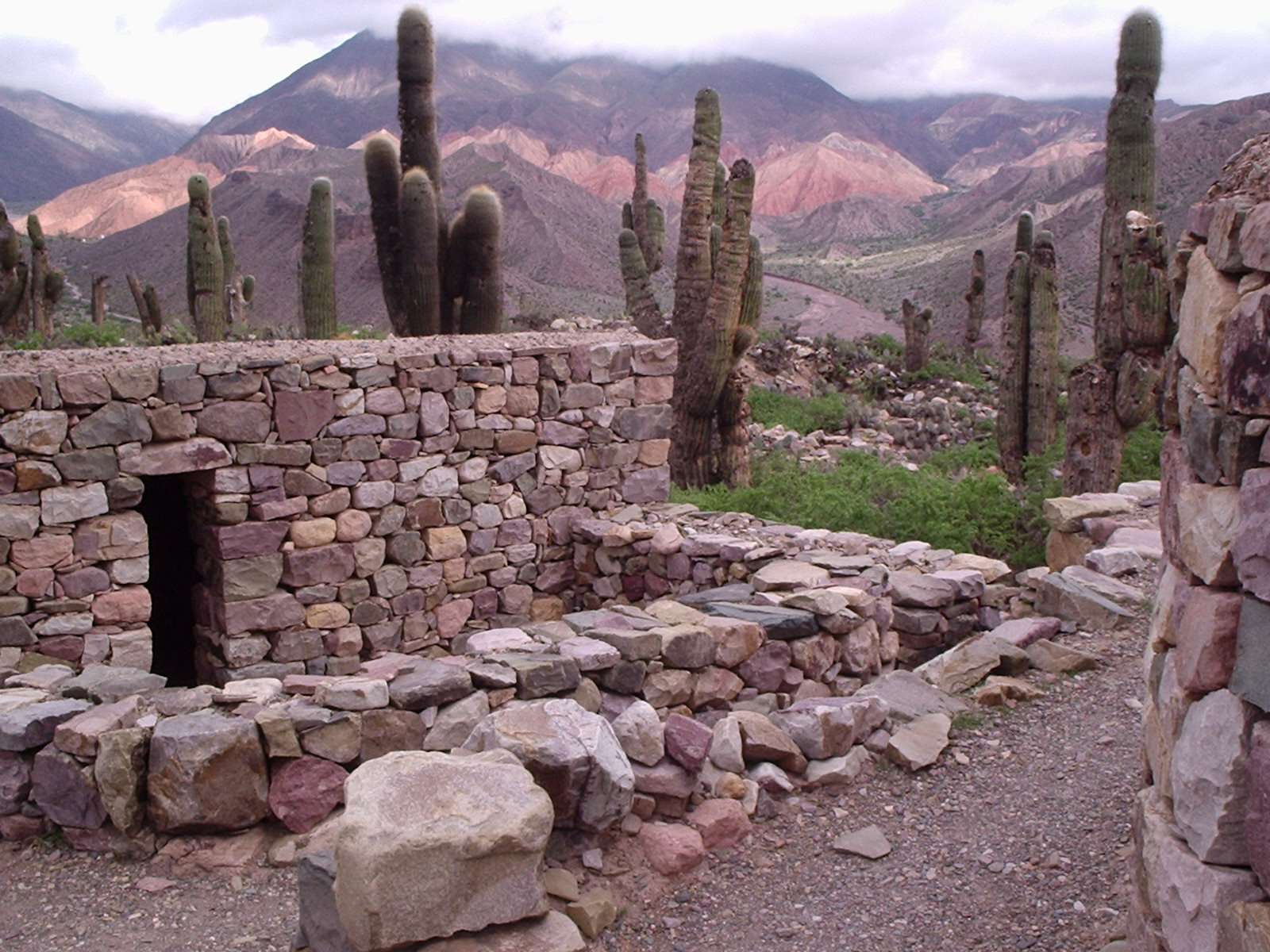
Pucará de Tilcara inkák előtti erődje

A mai Argentína területe az európaiak megjelenése előtt ritkán lakott térség volt. Az első emberek az őskőkor végén jelentek meg és jelen voltak a mezolitikum és neolitikum során is. Az i. e. 4000 és 2000 közötti aszályos időszakban a belső területek nagyrészt elnéptelenedtek. Az argentínai őslakosokat három nagyobb csoportra osztják: kezdetleges, agyagedényeket nem készítő vadász gyűjtögetők; fejlett vadász-gyűjtögetők; valamint letelepedett, agyagedényeket készítő népek. Az első csoport a pampákon és Patagóniában élt; a második csoportba olyan népek tartoztak, mint a charrúák, minuanék és a guaraník.
Földműveléssel egészen a mai Mendoza tartomány déli részéig foglalkoztak az ott élő indiánok. Egy időben az észak-patagóniaiak is megpróbálkoztak vele, de hamarosan visszatértek a vadászathoz és gyűjtögetéshez és a spanyolok érkeztekor már teljesen felhagytak a növénytermesztéssel. A patagóniai síkságokon legelő nagyszámú guanakó miatt vadászattal biztosabb volt az élelmiszerellátás.
A 15. század végén az északnyugati, Andok-menti Quebrada de Humahuaca völgy törzseit meghódították az inkák, akik ezüstöt, cinket és rezet bányásztak itt. Uralmuk mintegy fél évszázadon át tartott és a spanyolok 1536-os érkezése vetett véget neki.

## A spanyol gyarmatosítás

A Rio de la Plata-i Alkirályság 1777-ben

Az európaiak 1502-ben jelentek meg először a térségben a portugál Gonçalo Coelho expedíciójával (vele tartott Amerigo Vespucci) is. 1512 körül João de Lisboa és Estevão de Fróis felfedezte a La Plata folyó torkolatát és felvette a kapcsolatot a charrúa törzzsel, akiktől tudomást szereztek a "hegyi népről", az Inka Birodalomról. Ők egészen a déli szélesség 42°-áig jutottak, az észak-patagóniai San Matias-öbölig. A spanyolok Juan Díaz de Solís expedíciójával 1516-ban értek el először a mai Argentínába. 1536-ban Pedro de Mendoza a mai Buenos Aires helyén kis települést alapított, amelyet azonban 1541-ben kiürítettek. 1580-ban Juan de Garay újabb várost alapított itt, majd 1573-ban Jerónimo Luis de Cabrera létrehozta Córdobát. A régió ekkor a Perui Alkirálysághoz tartozott, így a telepesek annak fővárosából, Limából érkeztek. Számuk azonban alacsony maradt, mert a La Plata torkolatvidékén – Dél-Amerika más tájaitól eltérőn – nem találtak aranyat.
Minden árunak Limán (illetve a hozzá közeli kikötőn, Callaón) kellett keresztülhaladnia, ami nagyon megnehezítette a kereskedelmet és a bürokratikus rendelkezések miatt Asunción, Buenos Aires és Montevideo kikötőiben virágzott a csempészet.
A spanyolok 1776-ban létrehozták a Río de la Plata-i Alkirályságot; ide tartozott a mai Argentína, Uruguay, Paraguay, valamint Bolívia jelentős része. A vámkikötő Buenos Airesben volt, itt haladt át Potosí ezüstje, az exportra szánt marha- és bőrszállítmányok, valamint más árucikkek. A város fokozatosan a térség legfontosabb kereskedelmi csomópontjává fejlődött. Mindezek ellenére az alkirályság elmaradott maradt, az ipari termékeket importálnia kellett és – az alkirály udvarának kivételével –  még a leggazdagabb családok sem tudták az európai elvárások szerint felszerelni háztartásaikat (például panaszkodtak, hogy hiába rendelnek porcelánt, az a hosszú hajóút után törötten érkezett).
Fennállásának néhány évtizede alatt az alkirályságban a régiók között nem alakult ki erős kohézió és megfelelő spanyol támogatásban sem részesült. A napóleoni háborúk kitörését követően a spanyolok a trafalgari csatában elvesztették hadiflottájukat és tengeri útvonalakat a britek uralták. A britek 1806-ban és 1807-ben megpróbálták elfoglalni Buenos Airest és Montevideót, de a Santiago de Liniers vezette spanyol gyarmati erők visszaverték őket.
Spanyolország francia megszállása és VII. Ferdinánd király foglyul ejtése az alkirályságban is nagy felfordulást okozott. Az általános vélemény szerint király hiányában a gyarmatoknak magukat kell kormányozniuk. Többhelyütt fellázadtak a gyarmati hatóságok ellen (pl. Chuquisacában, La Paz-ban, Montevideóban vagy Buenos Aires-ben), de a felkelések rövid életűnek bizonyultak. Amikor azonban 1810-ben híre jött, hogy Cádiz és León kivételével egész Spanyolország megszállás alá került, kitört a májusi forradalom, amely idővel elvezetett Argentína függetlenségéhez.

## A függetlenségi háború

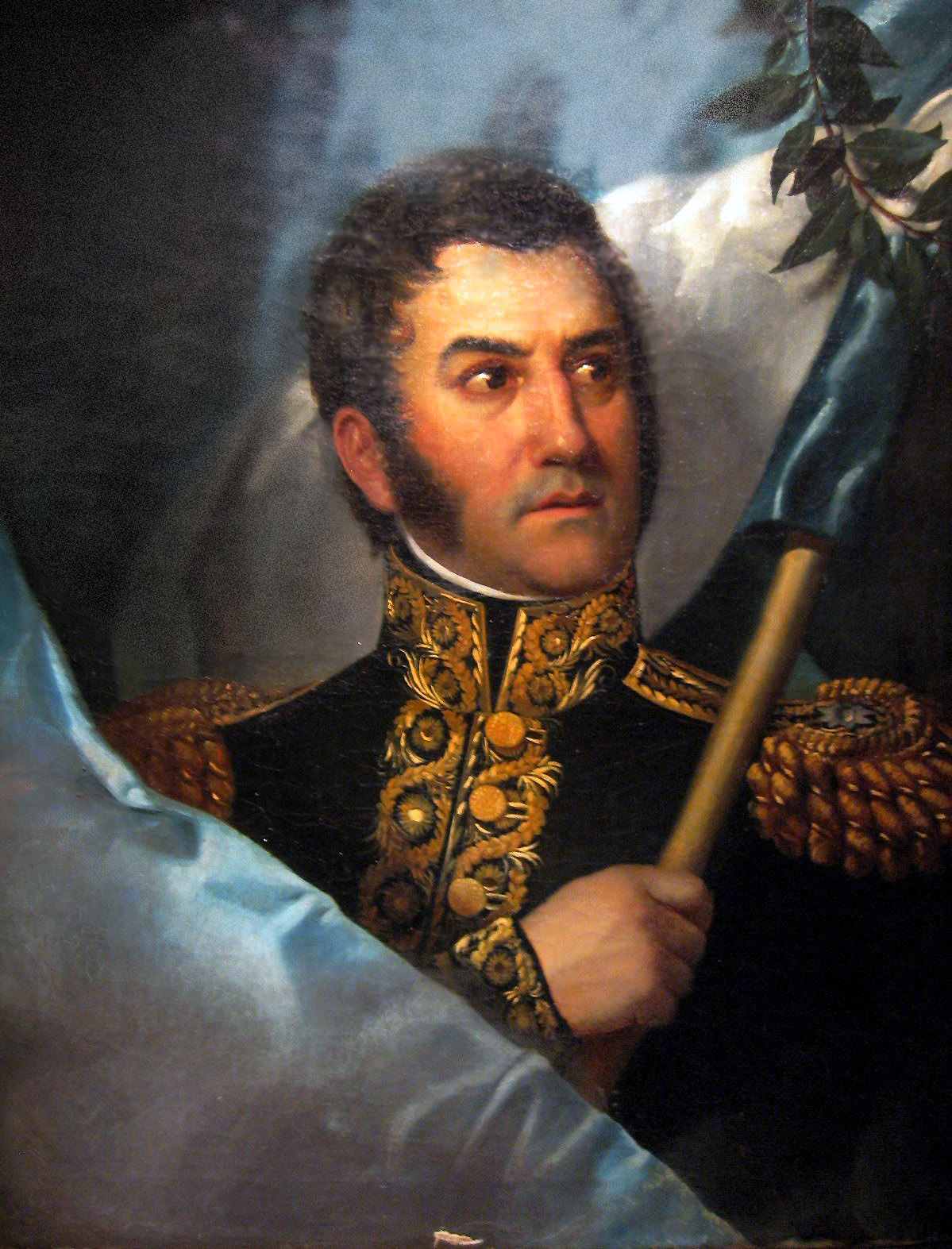
José de San Martín

A májusi forradalom során jogászokból és katonatisztekből junta alakult, amely nem ismerte el legálisnak az alkirály uralmát, tekintve hogy az őt küldő spanyol kormányzat már nem létezett. Az alkirályságot átnevezték Río de la Plata-i Egyesült Tartományokra. A nagy területű alkirályság egyes részei royalisták maradtak, mások a juntát támogatták (utóbbi egyébként szintén VII. Ferdinánd nevében gyakorolta a hatalmat, függetlenségről ekkor még nem esett szó). A junta Manuel Belgrano és Juan José Castelli vezetésével csapatokat küldött a royalisták ellen és elkezdődtek az első fegyveres összecsapások. Az Első juntát később felváltotta a több taggal rendelkező Nagy junta, azt pedig az Első triumvirátus, néhány évvel később pedig a Második triumvirátus. Összehívták a XIII. évi nemzetgyűlést, amelynek ki kellett kiáltania a függetlenséget és el kellett fogadnia az alkotmányt. Erre azonban nem került sor, ehelyett elnöki rendszert vezettek be, a Legfelsőbb vezetővel (Director Supremo) az élén.
Ekkorr érkezett Buenos Aires-be José de San Martín, valamint a spanyolországi háború néhány másik veterán tábornoka, akik új lendületet adtak a függetlenségi mozgalomnak. A royalistákkal addig nem boldoguló forradalmi csapatok Alvear vezetésével elfoglalták Montevideót. San Martín megszervezte az Andeszi Hadsereget és Bernardo O'Higgins és más chileiek segítségével átkelt az Andokon és kiűzte a spanyolokat Chiléből. A chilei flotta segítségével átkelt Peruba, felszabadítva azt is a royalista hatalom alól. San Martín a guayaquili konferencián találkozott Simón Bolívarral, majd visszatért előbb Chiléba, majd Argentínába.
Míg San Martín átkelt az Andokon, Argentínában 1816 júliusában összeült a tucumáni kongresszus, amely július 9-én kikiáltotta az Egyesült Tartományok függetlenségét (1825-ben Bolívia elszakadt tőle, 1828-ban pedig a Brazíliával vívott háború következtében Uruguay is önállósult). A függetlenségi harcokban segítette az országot a francia születésű Hippolyte Bouchard, aki argentin zászló alatt hajójával megkerülte a Földet és végigfosztogatta a spanyol gyarmatokat, többek között a Fülöp-szigeteket, Kaliforniát és a közép-amerikai tengereket. Útja során kikötött Hawaiin is, ahol I. Kamehameha király elsőként ismerte el Argentínát független államként.
Nagy-Britannia 1825-ben ismerte el Argentínát, megkötve a két ország közötti barátsági és kereskedelmi szerződést. A spanyol elismerés csak évtizedekkel később következett be.

## Polgárháborúk

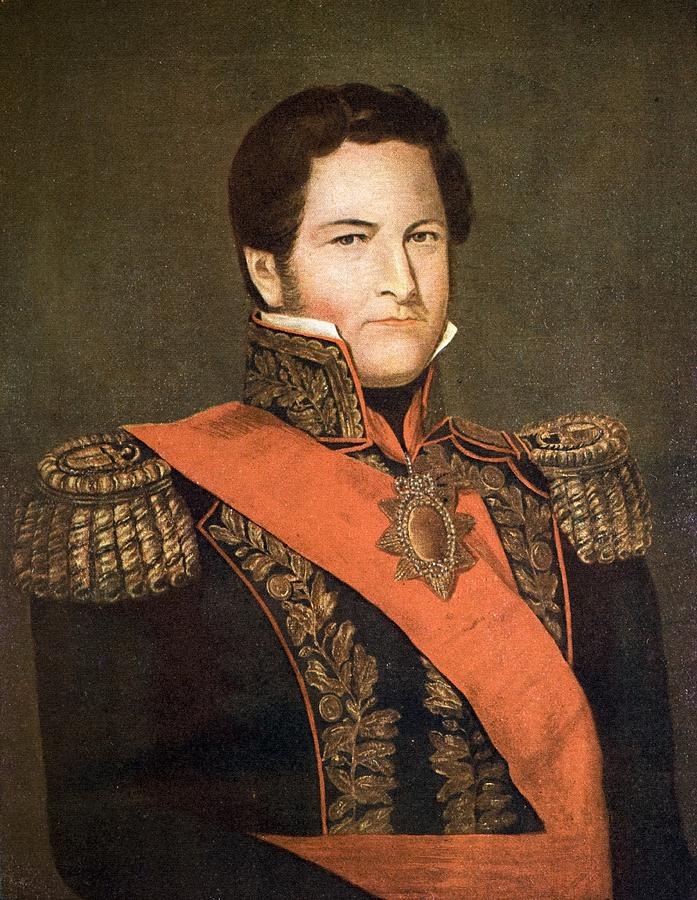
Juan Manuel de Rosas (Cayetano Descalzi képe, kb. 1841)

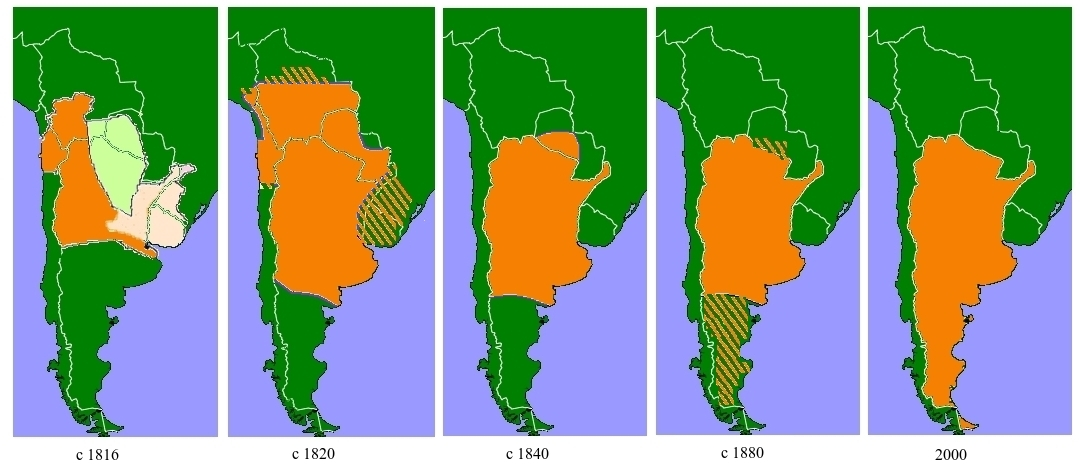
Argentína területének változásai

A függetlenségét frissen elnyert államban azonnal hosszú, egészen 1853-ig tartó polgárháborús időszak következett, ahol az unitariánusok és a föderalisták harcoltak egymással, eldöntendő az államformát és benne Buenos Aires szerepét. Az unitariánusok erős, centralizált államban gondolkodtak, ahol a Buenos Aires-i központ irányítja a fejletlen vidék felemelését; ezzel szemben a föderalisták autonóm tartományok szövetségét szerették volna, mint amilyen akkor az Egyesült Államok volt.
Az 1820-as cepedai csatában a unitariánusok döntő vereséget szenvedtek és a központi kormány, az államfő és az 1819-es alkotmány minden tekintélyét elvesztette. Ezt követően csak 1824-ben sikerült köztársasági elnököt választani Bernardino Rivadavia személyében, 1826-ban pedig új alkotmányt fogadtak el. A brazil háborúban elszenvedett vereség miatt Rivadavia 1827-ben lemondott, az alkotmányt pedig visszavonták.
Ezekben az időkben a konföderáció nemzetközi kapcsolatait (beleértve a háborúk és az adósságok menedzselését) Buenos Aires tartomány kormányzói felügyelték. A korszak meghatározó személyisége a föderalista Juan Manuel de Rosas volt, akinek megítélése a mai napig ellentmondásos: a baloldaliak diktátornak, a jobboldaliak a nemzeti önrendelkezés bajnokának tartják.
Rosas 1829-től 1852-ig állt Buenos Aires élén és az alatt az idő alatt számos fegyveres konfliktusban kellett helytállnia elszakadási törekvések, valamint szomszédos államok, sőt európai hatalmak támadásai miatt. Bár föderalista volt, a vámjövedelmeket központi kormányként megtartotta Buenos Airesnek. Emiatt a többi tartomány tiltakozott, de az igazsághoz hozzátartozik, hogy egyedül Buenos Aires fizette az állam külföldi adósságait, amelyeket a függetlenségi és brazil háborúk során halmozott fel. Rosas kemény kézzel kormányzott, saját paramilitáris alakulatokat is szervezett Népi Restaurációs Társaság (Sociedad Popular Restauradora) névvel.
Rosas nem volt hajlandó új alkotmányozó nemzetgyűlést összehívni, így végül Justo José de Urquiza tábornok fellázadt ellene. Urquiza az 1852-es caserosi csatában legyőzte a diktátort és összehívta az alkotmányozó gyűlést. A következő évben elfogadott alkotmány a mai napig érvényben van (bizonyos módosításokkal). Buenos Aires tartomány tiltakozásul elszakadt a konföderációtól, de néhány évvel később újból csatlakozott. Az egyesült ország első elnökévé Bartolomé Mitrét választották meg 1862-ben.

## Liberális kormányok (1862–1880)

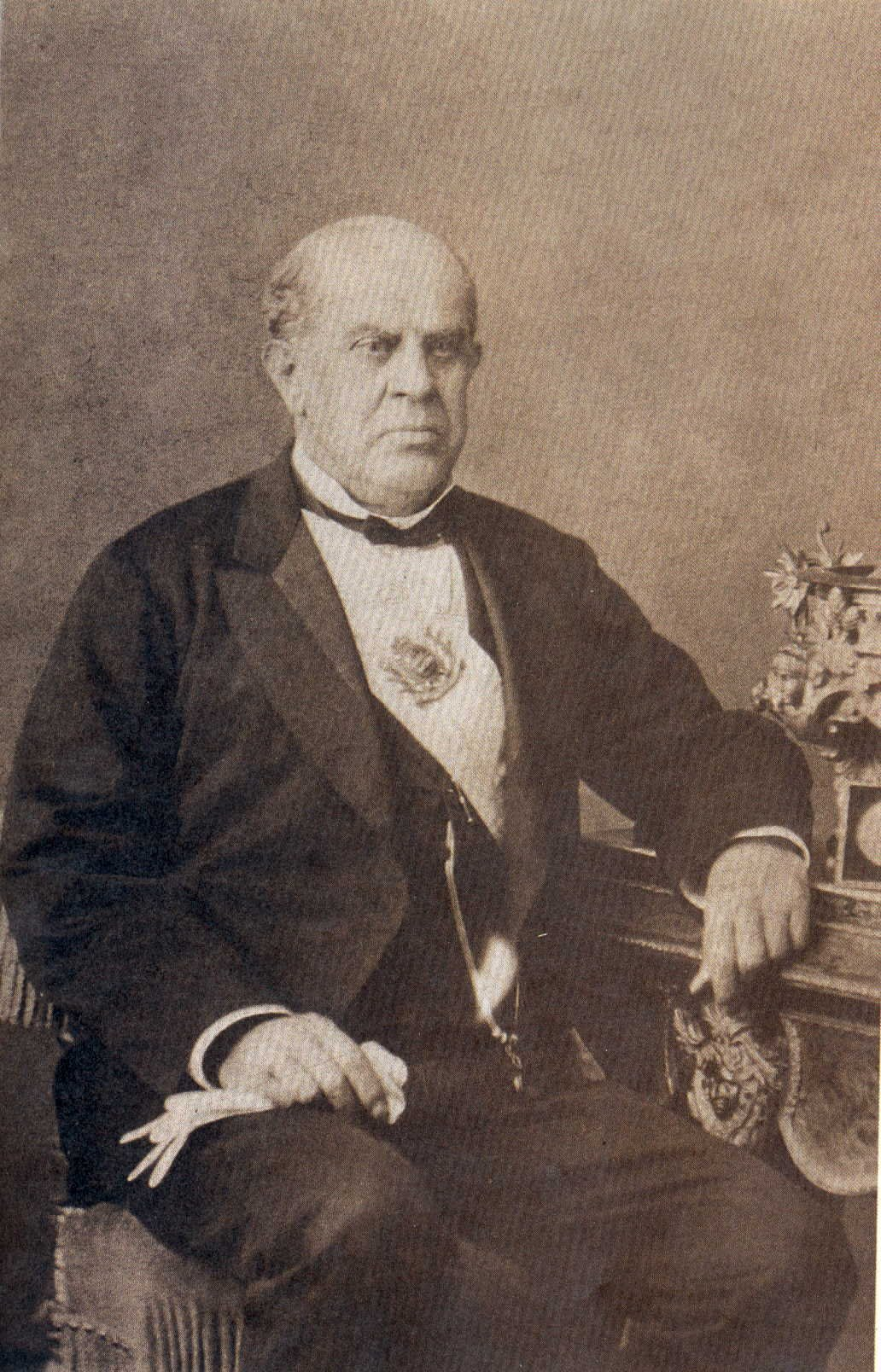
Domingo Faustino Sarmiento

Mitre elnöksége alatt fellendült az argentin gazdaság: modernizálták a mezőgazdaságot, külföldi tőkét vontak be, új vasutak és kikötők épületek. Európából számos bevándorló érkezett. Mitre stabilizálta a politikai viszonyokat is és leverte Chacho Peñaloza és Juan Sáa kormányzók (caudillók) magánhadseregeit. Argentína 1684-ben csatlakozott Brazília és Uruguay paraguayi háborújához és a győzelem után annektálta szomszédja területének egy részét. A győzelem ellenére a lakosság jelentős hányada ellenezte a háborút, amelyet az ország hagyományos ellenségével, Brazíliával vállvetve vívtak a korábbi szövetséges Paraguay ellen.
Mitre elnökségének egyik nagy vívmánya volt az ún. "kompromisszumtörvény", melynek következtében Buenos Aires visszatért a köztársasághoz (fenntartva a jogot a kiválásra)  és az állam székhelye visszatért a városba.
Mitrát 1868-ban Domingo Faustino Sarmiento követte az elnöki székben, aki sokat tett az oktatás és a kultúra fejlesztéséért, távíróhálózatot építtetett és modernizálta a hadsereget. Sarmiento letörte a megmaradt caudillók hatalmát és neki kellett kezelnie a paraguayi háború olyan utóhatásait is, mint a visszatérő katonák által behurcolt kolera- és sárgalázjárványok.
1874 Nicolás Avellaneda lett Argentína elnöke; az ő feladata volt az 1873-as gazdasági válság kezelése. Ebben az időszakban kezdődött Julio Argentino Roca hadügyminiszter vezetésével az addig jószerivel csak indiánok lakta pampák és Patagónia meghódítása. Az elfoglalt földeket európai származású telepesek között osztották szét. 1880-ban egy kereskedelmi konfliktus következtében Carlos Tejedor Buenos Aires-i kormányzó kimondta a tartomány elszakadását a köztársaságtól. Avellaneda elnök ezt nem fogadta el és a kompromisszumtörvény megsértésével csapatokat vezényelt a tartományba. Az elszakadási kísérletet leverték és Buenos Aires-t immár különleges jogok nélkül, fővárosként beillesztették a szövetségi közigazgatási rendszerbe.

## A konzervatív köztársaság (1880–1916)

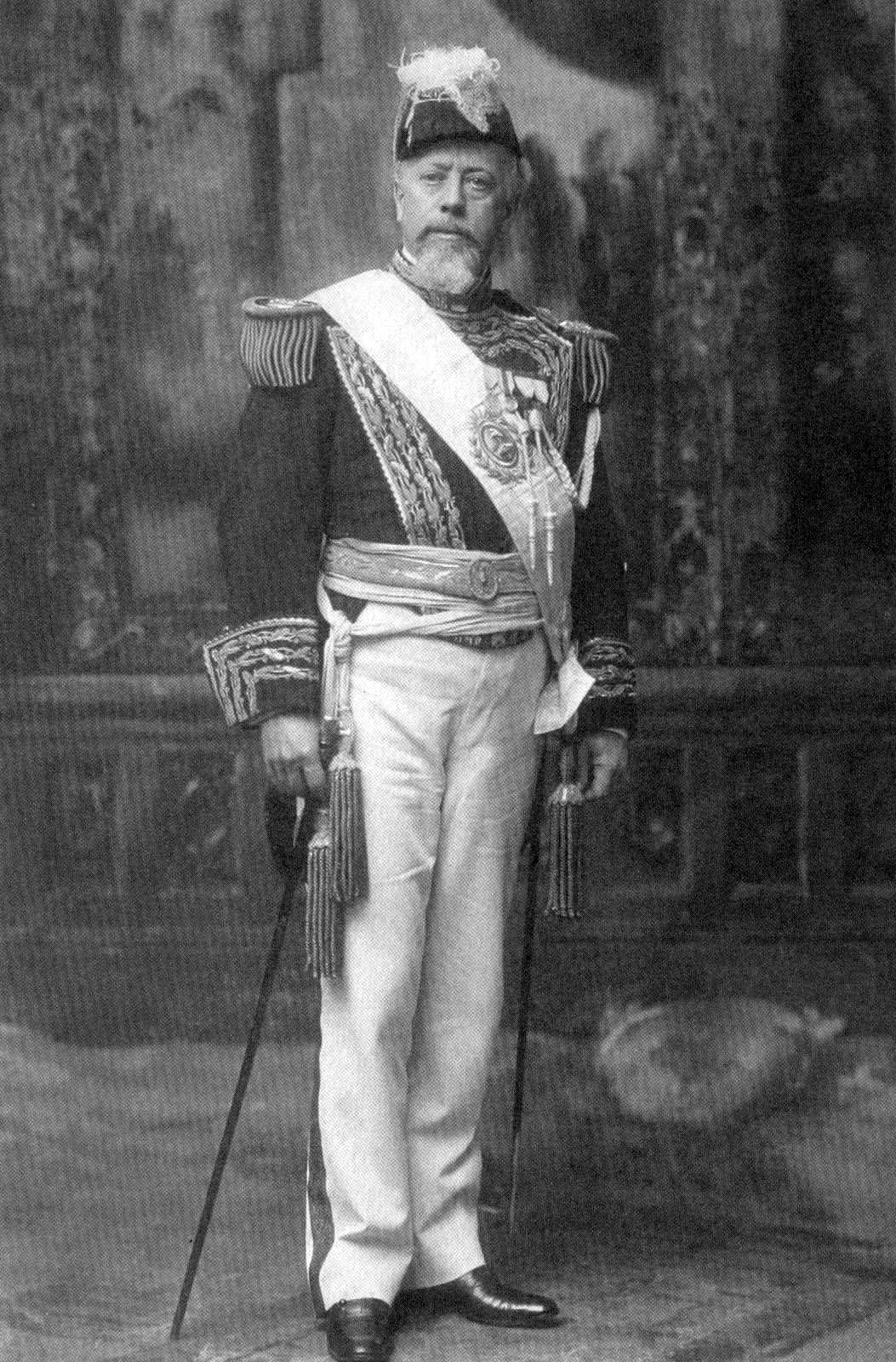
Julio Argentino Roca

A Patagónia meghódítása miatt népszerűvé váló Julio Rocát 1880-ban elnökké választották. Pártja, a Nemzeti Autonomista Párt (Partido Autonomista Nacional – PAN) egészen 1916-ig hatalmon maradt. Elnöksége alatt Roca az oligarchákra, azon belül is a nagybirtokosokra támaszkodva, politikai szövetségek kötésével és ügyes manőverezéssel kiterjesztette ellenőrzését szinte az egész argentin politikai életre. A politikai stratégiai mestereként megkapta a "Róka" becenevet.  

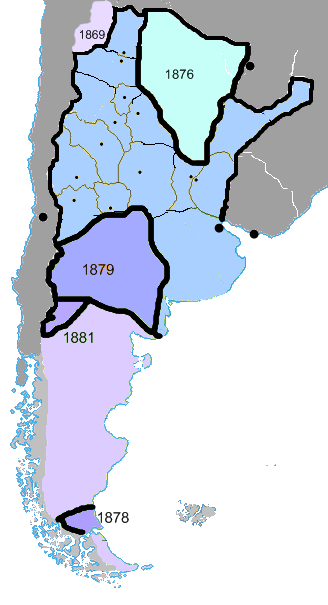
Argentína terjeszkedése Patagóniában

A mezőgazdaság gépesítésével és az európaiak tömeges bevándorlásának köszönhetően a gazdaság szárnyalt, Argentína a latin-amerikai országok közül a legtöbb külföldi befektetőt vonzotta; azonban az iparosítás tempója elmaradt a kívánatostól. Az állami bevételek növekedése lehetővé tette, hogy 1884-ben bevezessék az általános, szekuláris, ingyenes tankötelezettséget. Mivel ez sértette az egyházi iskolák érdekeit, a katolikus egyház élesen kikelt az oktatási törvények ellen, a Szentszék néhány évre megszakította kapcsolatait Argentínával és az állam és az egyház viszonya évtizedekre feszült maradt.
A 19. század végén és a 20. század elején Argentína rendezte határvitáit Chilével. 1881-ben meghúzták a nagyjából ma is érvényes határokat a két ország között, 1899-ben pedig Bolíviával közösen megállapították a Puna de Atacama fennsík hovatartozását.
Mivel az alkotmány tiltotta második elnökségét, az 1886-os választáson Roca a sógorát, Miguel Juárez Celmant segítette az elnöki székbe. Celman azonban túlságosan önállónak bizonyult és megpróbálta csökkenteni elődjének befolyását, ezért Roca ellene fordult. A politikai instabilitás világgazdasági válsággal párosult, amely végül az ún. parkforradalomhoz vezetett; ennek során az ellenzéki Polgári Unió három vezetője, Leandro Alem, Bartolomé Mitre exelnök és Juan B. Justo államcsínyt kísérelt meg az elnök ellen. Bár a puccs sikertelen volt, Celman végül 1890-ben mégis lemondani kényszerült.
1891-ben Roca azt javasolta, hogy a következő választáson jelöljék őt újra és a Polgári Unió adja az alelnököt. A párt Mitre vezette frakciója elfogadta az ajánlatát, míg Alem csoportja elutasította. Az ügy miatt a párt végül kettészakadt a Mitre-féle Nemzeti Polgári Unióra és Alem Radikális Polgári Uniójára. Miután sikerült megosztania az ellenzéket, Roca visszavonta ajánlatát. Alem 1896-ban főbelőtte magát, pártja irányítását unokaöccse, Hipólito Yrigoyen vette át.
Celman után alelnöke Carlos Pellegrini vette át az ország irányítását és próbálta kivezetni azt a gazdasági válságból. Tanulva elődje sorsából jóval óvatosabban bánt Rocával és igyekezett mérsékelt politikát folytatni. Utódai, Luis Sáenz Peña és José Uriburu is igyekeztek jó viszonyt fenntartani Rocával.
1898-ban ismét Roca került az elnöki székbe, miután az ország politikai válságba került, a társadalmi konfliktusok miatt egymást érték a tüntetések, sztrájkok és anarchista összeesküvések. Roca rendőrök és katonák bevetésével törte le a tüntetéseket és törvényt hozott az anarchisták és szocialisták száműzéséről. Második elnöki mandátumának végén egészsége megroppant és politikai befolyása fokozatosan csökkent; egészen 1914-es haláláig.
A Hipólito Yrigoyen vezette Radikális Polgári Unió 1893-ban és 1905-ben felkelést kezdeményezett a kormány megbuktatására, de nem jártak sikerrel. Az oligarchák is tisztában voltak a társdalom instabilitásával és forradalomtól tartottak. Az 1910-ben a PAN színeiben elnöknek választott Roque Sáenz Peña megpróbálta enyhíteni a politikai és társadalmi feszültséget és 1912-ben bevezette az általános, titkos választójogot (ami csak férfiakra vonatkozott és egyúttal kötelező is volt szavazni). A 7,5 milliós lakosságnak így is csak 10%-a szavazhatott, mert a többséget kitevő bevándorlók nem kaptak szavazójogot. Peña célja az volt, hogy megerősítse pártja támogatottságát, azonban a végeredmény ennek épp az ellenkezője lett: az 1916-os választáson Hipólito Yrigoyent szavazták meg elnöknek és a PAN több évtizedes hegemóniája véget ért.

## Radikális kormányok (1916–30)

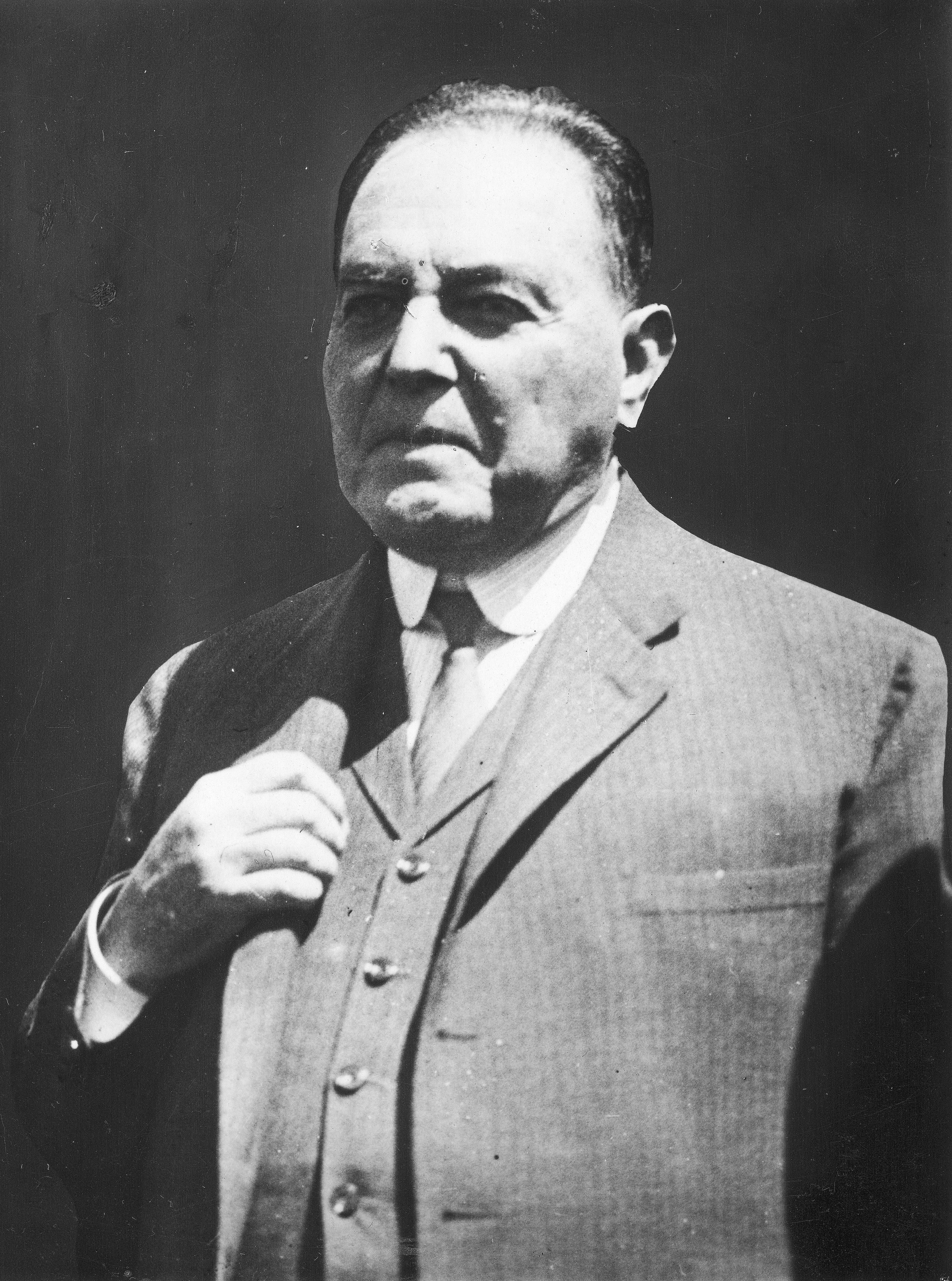
Hipólito Yrigoyen

Yrigoyen a szavazatok 45%-át kapta, amivel nem volt meg abszolút többsége a parlamentben, amelynek továbbra is a konzervatívok maradtak vezető ereje. Ennek eredményeképpen a kormány által benyújtott 80 törvényjavaslatból csak 26-ot szavaztak meg a képviselők. Az elutasított javaslatok között volt egy mérsékelt mezőgazdasági reform, a tőkejövedelmek megadóztatása, valamint egy központi bank megalapítása.
Külpolitikáját tekintve Argentína semleges maradt az első világháborúban, bár az Egyesült Államok sürgette, hogy üzenjenek hadat a központi hatalmaknak. Semleges országként elvben valamennyi hadviselő államnak exportálhatott árucikkeket (bár a gyakorlatban ez elsősorban Nagy-Britanniát jelentette), illetve nyújthatott kölcsönöket. A német tengeralattjárók két argentin hajót is elsüllyesztettek, de az incidenseknek csak annyi következménye lett, hogy kiutasították a német nagykövetet. Yrigoyen Buenos Aires-be összehívta a semleges államok konferenciáját, hogy elítéljék az USA azon törekvéseit, hogy berángassák őket az európai konfliktusba. Később támogatta Augusto Sandino ellenállási mozgalmát az amerikaiak által megszállt Nicaraguában.
A konzervatívok tiltakozása ellenére a Radikális Polgári Unió (UCR) tiszta és szabad választások megtartásával, a demokratikus intézmények megerősítésével lehetővé tette a politikában való részvételt a gyarapodó argentin középosztálynak és a hatalomból addig kiszorított társadalmi csoportoknak. Mérsékelt szociális reformjai mellett egyes társadalmi mozgalmakat igyekezett elnyomni.
1918-ban a Córdobai Egyetemen diákmozgalom inult az egyetemi autonómia és a diákönkormányzatok megerősítésére, valamint az egyetem modernizációjára. A mozgalom átterjedt az ország többi részére is, sőt szinte egész Latin-Amerikára (példájukat az 1968-as diáklázadások idején is felidézték).

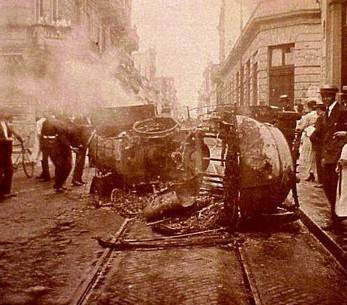
Utcakép a tragikus hét idején

Az 1918 végén az egyre erőszakosabb váló sztrájkhullám és a rá adott rendőrségi válasz a következő év elején az ún. tragikus héthez vezetett. A kommunisták és anarchisták felkelését és zavargásait a módszerekben nem válogató rendőrség és a hadsereg leverte, aminek eredményeképpen mintegy 700-an meghaltak, 4 ezren pedig megsebesültek. Luis Dellepiane tábornok bevonult a fővárosba, hogy helyreállítsa a rendet. Bár egyesek javasaolták, hogy döntse meg Yrigoyen hatalmát, a tábornok hű maradt az elnökhöz, de ennek fejében szabad kezet kért a rendzavarók ellen. Azt követően a "rendcsinálás" a Las Forestal brit fakitermelő vállalat területein és Patagóniában folytatódott, ahol a rendőrség, a hadsereg és a paramilitáris Argentin Hazafias Liga mintegy 1500 munkást gyilkolt meg.
Emellett azonban Yrigoyen kormánya a dolgozókat védő törvényeket is hozott: 1921-ben bevezették a sztrájkjogot és a kollektív szerződéseket, minimálbért állapítottak meg. A radikális párt elutasította az osztályharcot, ehelyett az osztályok megbékélésének programját hirdette.
1922-ben megalapították a Yacimientos Petrolíferos Fiscales (YPF) állami kőolajkitermelő vállalatot.
1922 szeptemberében Argentína elutasította a nyugati országok által Szovjet-Oroszország ellen bevezetett "egészségügyi kordon"-politikát, sőt 5 millió pesós segélyt nyújtott a bolsevik államnak. Ugyanebben az évben Yrigoyent az arisztokrata Marcelo Torcuato de Alvear váltotta a párt élén, aki az országos választáson döntő győzelmet aratott a konzervatív Concentración Nacional tömörüléssel szemben. Alveart sok kritika érte többségükben az uralkodó osztályból válogatott miniszterei miatt; ezenkívül Manuel Domecq García tengernagy és Agustín Justo tábornok korábban a demonstrációk erőszakos leverése miatt vált hírhedtté.
Az 1920-as évek elején megerősödött a frissen érkezett anarchista és kommunista európai emigránsok által is fűtött szélsőbaloldali mozgalom. Elutasították a kormány "régi radikális" és szocialista politikáját és azonnali cselekvést követeltek. Az olyan szélsőségesek, mint a "tett propagandáját" gyakorló Severino Di Giovanni bombákat robbantottak, tűzharcokat vívtak a rendőrséggel. 1928-ban megpróbálták meggyilkolni az Argentínába látogato Herbert Hoover amerikai elnököt, a következő évben pedig majdnem sikerült megölniük az újraválasztott Yrigoyent.
Aktivizálódott a szélsőjobb is. 1921 megalakult a San Martín Páholy, amely a hadseregben terjesztette nacionalista eszméit, míg 1926-ban fel nem oszlatták. Három évvel később Mussolini feketeingesenek mintájára megalakult a Repblikánus Liga. A jobboldal olyan írók műveiből is merített ideológiai muníciót, mint a 19. századi spanyol Marcelino Menéndez y Pelayo vagy a francia royalista Charles Maurras. A fasizmus felé forduló költő, Leopoldo Lugones híres beszédet tartott Limában, ahol kijelentette hogy elérkezett "a kard ideje" és gyakorlatilag felszólította a jelen lévő Agustín Justo hadügyminisztert, hogy vegye át a hatalmat és vezessen be katonai diktatúrát.
Az 1928-ban újraválasztott Yrigoyen reformokba kezdett, hogy megerősítse a munkások jogait, ezzel azonban kivívta a konzervatívok haragját. Helyzetét az 1929-es gazdasági világválság okozta sokk is megingatta; az 1920-as években az argentin gazdaság főleg a mezőgazdazdasági termékek (mint a fagysztott marhahús) exportjának köszönhetően szárnyalt, a válságot követően azonban az eladások meredeken visszaestek. 1930. szeptember 6-án a fasisztaszimpatizáns José Félix Uriburu tábornok puccsal megdöntötte a polgári kormányt. Az államcsínyt mind a konzervatívok, mind a mérsékeltek támogatták, mert már régóta sürgették egy erős, keménykezű vezető fellépését, aki véget vet az anarchisták terorrcselekményeinek és kivezeti az országot a gazdasági válságból.

## A hírhedt évtized (1930–43)

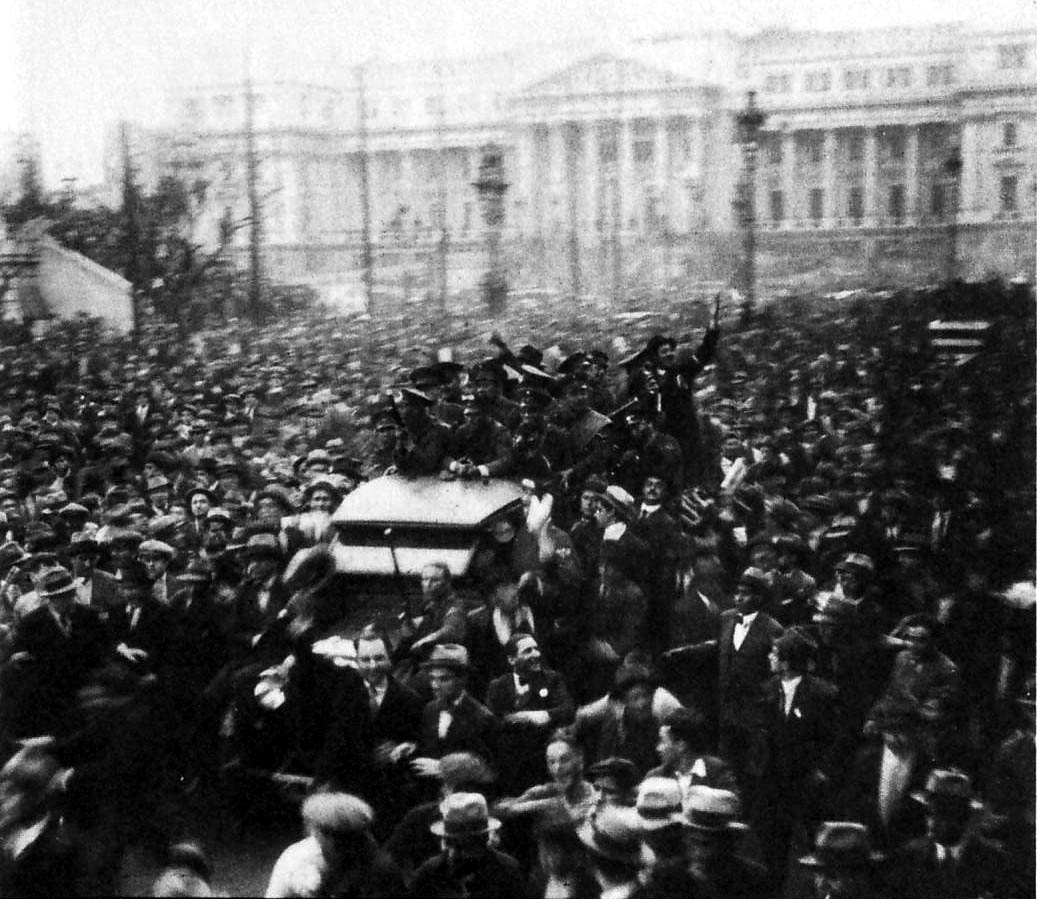
Az 1930-as puccs

A puccsal megkezdődött Argentína történelmének ún. "hírhedt évtizede", amelyet választási csalások, az ellenzéki politikusok üldözése és a mindent átható korrupció jellemzett.
Uriburu erőszakosan lépett fel az anarchista és más szélsőbaloldali csoportosulások ellen, aminek eredményeképpen közülük mintegy kétezret gyilkoltak meg illegálisan. A legismertebb eset Severino Di Giovannié volt, akit 1931 januárjának végén fogtak el és február 1-én már ki is végezték.
Uriburu megpróbált az alkotmány módosításával korporatív rendszert bevezetni Argentínában. A vezető konzervatív körök azonban tartottak a fasizmus térnyerésétől és ezért inkább a mérsékeltebb Agustín P. Justo tábornokot kezdték támogatni. Az 1932-es elcsalt választást ő nyerte meg.
Justo liberális gazdasági reformokat vezetett be, amelyek a gazdagabb rétegeknek kedveztek. A felsőbb körökben eluralkodott a korrupció, amely azonban gátolta a gazdasági növekedést. A kormány egyik sokat támadott döntése az Nagy-Britanniával kötött kereskedelmi megállapodás volt, amely a briteknek és a gazdag argentin nagybirtokosoknak kedvezett.
1935-ben Lisandro de la Torre demokrata szenátor vizsgálatot indított az argentin marhahústermelő ágazaton belüli korrupciós vádak ügyében és korrupció és csalás vádjával próbálta bíróság elé állítani Luis Duhau mezőgazdasági, valamint Federico Pinedo pénzügyminisztereket. Parlamenti felszólalása közben Duhau verekedést kezdeményezett a szenátorok között és eközben testőre megpróbálta megölni De La Torrét, áme véletlenül De La Torre barátját, Enzo Bordabeherét lőtte le. A vizsgálatot ezt követően megszüntették, de De La Torrének annyit sikerült elérnie, hogy az Anglo húsipari vállalat igazgatóját börtönbe zárják. De la Torre 1939-ben öngyilkos lett.
Az export 1929-es összeomlása arra ösztönzött, hogy fejlesszék az ipart és az ország gazdasága függetlenebbé váljék. A 30-as években fokozódott a politikai feszültség a szélsőjobboldaliak és a baloldali radikálisok között. 1937-ben a szintén elcsalt választáson Roberto Ortizt kiáltották ki győztesnek, de rossz egészségi állapota miatt 1940-től a gyakorlatban alelnöke, Ramón Castillo kormányzott. Castillo 1942-ben hivatalosan is köztársasági elnökké vált.

## Az 1943-as puccs (1943–46)

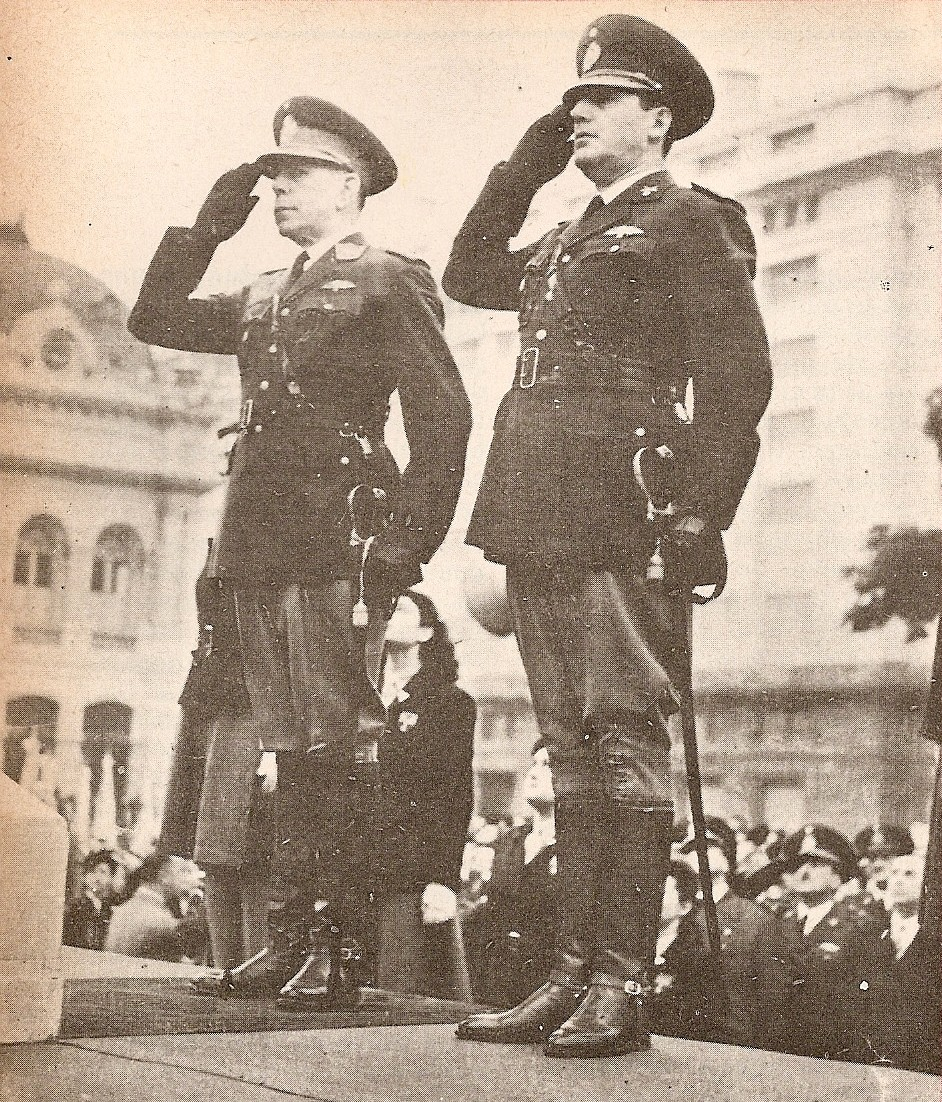
Farell és Perón 1945-ben

A kormány hajlott arra hogy belépjen a második világháborúba a szövetségesek oldalán, de a hadsereg tisztjei ezt ellenezték, tartva a kommunista eszmék térnyerésétől. A közvélemény inkább a semlegesség felé hajlott, akárcsak az első világháborúban.
Castillo kormányát több oldalról is támadták: választási csalással vádolták, követelték a munkások jogainak kibővítését, valamint azért is kritizálták, hogy a népszerűtlen konzervatív földbirtokost, Patrón Costast jelölték az államfő utódjául.
1943. június 3-án katonatisztek egy csoportja (az ún. Egyesült Tisztcsoport titkos társaság tagjai) bevonultak a Casa Rosadába ("Rózsaszín ház", az elnöki palota) és Castillo lemondását követelték. Néhány órás tárgyalást és fenyegetőzést követően elérték céljukat, az elnök lemondott. Ezzel az eseménnyel véget ért a "hírhedt évtized".
Az államcsínyt követően az egyik tiszt, Pedro Pablo Ramírez vette át a hatalmat. Bár nem üzent hadat, de megszakította a diplomáciai kapcsolatokat a tengelyhatalmakkal.  Argentína északi szomszédja, Brazília már 1942 óta hadban állt Németországgal.
1944-ben Ramírez a tisztcsoport egy másik tagja, Edelmiro Julián Farrell követte az ország élén. Az ír származású Farrell az 1920-as években néhány évet a fasiszta Olaszországban szolgált. Kormánya eleinte semleges politikát folytatott, de a háború végén Farrel úgy vélte, hogy Argentínána jobban jár, ha a békeszerződéskor a nyertes csapathoz tartozik. 1945. március 27-án Argentína hadat üzent az összeomlás szélén álló Németországnak.
Eközben a szintén a puccsista csoporthoz tartozó Juan Perón munkaügyi (és egy ideig hadügy-) miniszter jó kapcsolatokat épített ki a szakszervezetekkel, munkáscsoportokkal és igen népszerűvé vált. 1945 októberében ellenfelei elérték hogy lemondjon, majd letartóztatták. Az ezután kitörő tömegdemonstrációk hatására szabadon engedték és visszakapta korábbi pozícióját. Az 1946 februárjában tartott választást aztán Perón nagy többséggel megnyerte.

## Perónista évek (1946–55)

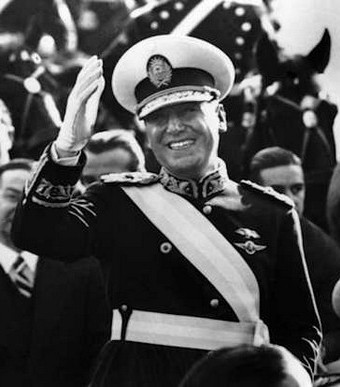
Juan Perón 1946-ban

Juan Perónt populista politikája (ún. peronizmus) tette népszerűvé. Felemelkedésében sokat segített politikailag igen aktív felesége, Evita Perón (egészen korai, 1952-es haláláig).
Kormánya izolacionista külpolitikát folytatott, igyekezett csökkenti az argentin belpolitikára és gazdaságra gyakorolt külső (főleg az Egyesült Államok-beli) hatásokat. Új szociális programokat kezdeményezett, nőtt a szakszervezek létszáma.. Mindez az állam kiadásainak nagymértékű növekedésvel járt együtt és az infláció meredeken nőni kezdett. 1948 és 1950 között a peso elvesztette értékének 70%-át; 1951-ben az infláció elérte az 50%-ot.
Az ellenzéki politikusokat üldözték, voltak akiket bebörtönöztek, sőt megkínoztak. Perón tanácsadóit elsősorban lojalitásuk alapján válogatta, számos tehetséges, de túl önállónak ítélt munkatársát leváltotta. A hadsereg egyre inkább Perón ellen fordult. 1955. június 16-án puccsot kíséreltek meg ellene, melynek során lázadók repülőgépekről lőtték a Buenos Aires főterén összegyűlt tömeget, több mint 300 civilt megölve. A felkelést az elnökhöz lojális erők leverték, de három hónappal később a követlező államcsíny már sikerrel járt és Eduardo Lonardi tábornok elmozdította Perónt, aki a francoista Spanyolországba mnekült.

## Katonai puccs (1955–1958)
A hadsereg azonban túl "puhának" találta Lonardit és két hónappal később helyét a keményvonalas Pedro Aramburu vette át, aki 1955 novemberétől 1958 májusáig állt az ország élén. 1956-ban két perónista tábornok, Juan José Valle és Raul Tanco fellépett Aramburu ellen, az alkotmányos rend visszaállítását, a politikai foglyok elengedését és szociális reformokat követelve; felkelésüket azonban gyorsan leverték, a vezetőket kivégezték, számos civilt meggyilkoltak (a vérengzést megbosszulandó 1970-ben perónista gerillák elrabolták és meggyilkolták Aramburut).
1956-ban rendkívüli választásokat tartottak az alkotmány módosítása érdekében. A szavazást a Ricardo Balbín vezette Radikális Párt nyerte, bár a szavazócédulék negyedét üresen adták be tiltakozásul a perónista párt betiltása miatt. A Radikális Párt balszárnya Arturo Frondizi vezetésével hasonló okból ki is vonult az alkotmányzó nemzetgyűlésről, amely így csak egy kisebb, a szociális jogokat felsoroló módosítást tudott végrehajtani az alkotmányban.

## Instabil radikális kormányok (1958–1966)

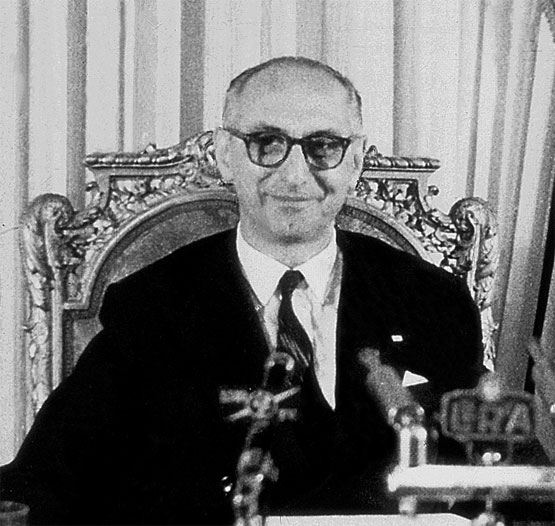
Arturo Frondizi

1958-ban a hadsereg engedélyezte a választások tartását és polgári kormány alakítását. A választást nagy többséggel Frondizi nyerte, akit külföldről Perón is támogatott és felszólította híveit hogy rá voksoljanak.
Frondizi kompromisszumos politikát folytatott, egyrészről kinevezte gazdasági miniszternek azt a befolyásos katonatiszti dinasztiából származó Álvaro Alsogarayt, aki korábban Aramburu iparügyi minisztere volt és a konzervatív nagybirtokosokat képviselte. Másrészt viszont laicizáló programot indított az egyház befolyásának visszaszorítására, amivel felkeltette a katolikus nacionalista körök ellenállását és 1960-1962 között megalakult a szélsőjobboldali Tacuara Nemzeti Mozgalom. A Tacuara, "Argentína első urbánus gerillacsoportja" antiszemita támadásokat, robbantásokat hajtott végre, különösen azt követően, hogy a Moszad 1960-ban elrabolta az országban rejtőző Adolf Eichmannt. Amikor Dwight Eisenhower 1962-ben Argentínába látogatott (akkor már nem volt az USA elnöke) a Tacuara tüntetéseket szervezett ellene, ami miatt több vezetőjüket letartóztatták.

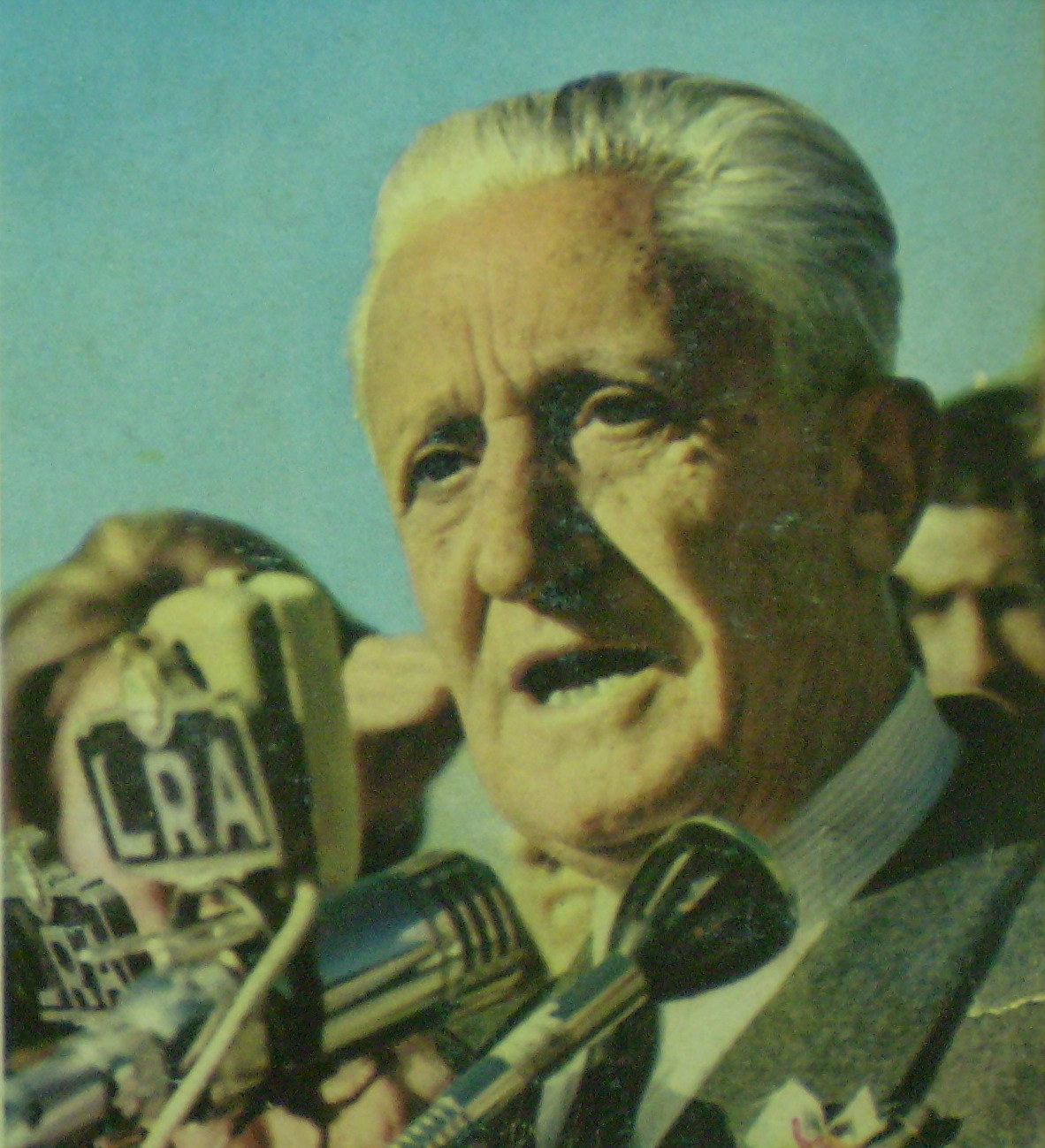
Arturo Illia

Miután több helyi választást a perónisták nyertek meg, a hadsereg közbelépett és 1962 márciusában puccsal megdöntötték Frondizi kormányát. Elnökjelöltjük azonban nekik sem volt és a szenátus vezetője, José María Guido az alkotmányra hivatkozva elfoglalta az államelnöki széket. 1963 áprilisában a hadsereg szélsőjobboldali tisztjei megpróbáltak közvetlen katonai kormányzást bevezetni, de a fegyveres erők nagyobbik része lojális maradt a polgári kormányzathoz és 21 áldozat árán sikerült gyorsan leverni a felkelést.
Az 1963-as választáson nem indulhattak sem kommunista, sem perónista jelöltek. A Radikális Néppárt nevében Arturo Illia lett a köztársaság elnöke, de a következő években a perónisták továbbra is számos helyi választást megnyertek. Illia 1965-ben betiltotta a Tacuarát, amelynek tagjai más szélsőjobboldali szervezetekhez (pl. Argentin Antikommunista Szövetség – Alianza Anticomunista Argentina) vagy akár a perónistákhoz csatlakoztak. Bár az argentin gazdaság jól teljesített, 1966-ban Illiát is puccsal buktatták meg.

## Revolución Argentina(1966–73)
Az 1966 júniusában hatalomra jutott Juan Carlos Onganía tábornok nem ideiglenes kormányt vagy juntát alakított, hanem permanens katonai diktatúrát vezetett be; rendszerét Argentin Forradalomnak (Revolución Argentina) nevezte. Kormányát nem csak a hadsereg, hanem a Confederación General del Trabajo szakszervezeti szövetség is támogatta. Az új politikai rezsim a liberális demokráciát és a kommunizmust egyaránt elutasította; a hadseregnek adta át az ország politikai vezetését és a gazdasági racionalizálás feladatát. Guillermo O'Donnell politológus ezt a fajta rezsimet (amely nem csak Argentínára volt jellemző, hanem hasonló volt uralmon Brazíliában 1964-85 között, ilyen volt a chilei Pinochet és az uruguayi Juan María Bordaberry rendszere is) "tekintélyelvű bürokrata államnak" nevezte.
Onganía gazdasági minisztere, Adalbert Krieger Vasena befagyasztotta a béreket és 40%-kal leértékelte az argentin pesót, ami súlyos hatással volt a gazdaságra (különösen a mezőgazdaságra) és túlértékelte a külföldi tőkét. Vasena felfüggesztette a szakszervezetek kollektív szerződéseit, megszüntette a sztrájkjogot és monopóliumot biztosított az állami olajkereskedelmi vállalatnak, az YPF-nek (Yacimientos Petrolíferos Fiscales)
Mindez széleskörű munkás- és diáktüntetésekhez vezetett, amiket Onganía erőszakkal leveretett. 1966. július 29-én rohamrendőrökkel verette szét a Buenos Aires-i Egyetem diákjainak és tanárainak egyetemfoglalását, majd 301 tanárt kitiltottak az országból.
1968 májusában Julio Alsogaray tábornok feltűnően eltávolodott Onganíától és várható volt egy általa vezetett konzervatív jellegű államcsíny. Onganía azonban még időben lépett és lecserélte a hadsereg vezérkarát, köztük Alsogarayt is.

## Fokozódó instabilitás (1969–76)

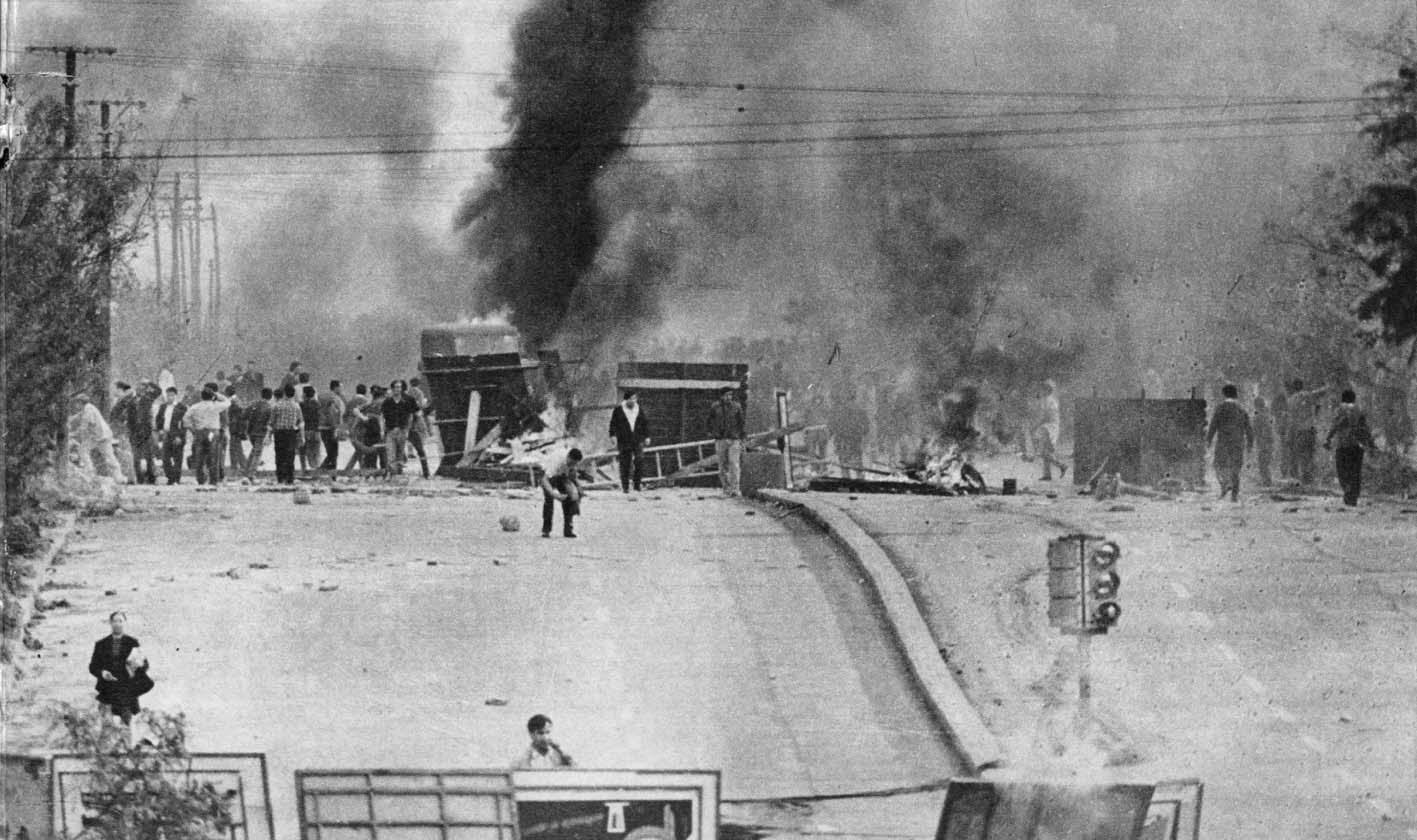
A Cordobazo

1969-tól baloldali városi gerillamozgalom indult a katonai diktatúra ellen. A Forradalmi Kommunista Pártból kiszakadt Fegyveres Felszabadítási Erők áprilisban fegyveres támadásokat hajtottak végre és számos tagjukat letartóztatták. Córdoba városában felkelésre (Cordobazo) került sor, aminek nyomán az egész országban tüntetések robbantak ki. A trockista Népi Forradalmi Párt fegyveres szárnya, a Népi Forradalmi Hadsereg gazdag üzletembereket rabolt el, váltságdíjat követelve.
Az utolsó katonai diktátor, az 1971-ben hatalomra jutott Alejandro Agustín Lanusse látva a rendszer válságát, a megpróbálta visszaáálítani a demokratikus viszonyokat. Az egyre erősödő társadalmi ellenállás leszerelésére megszüntette a perónista pártokra vonatkozó tilalmat és 1973-ra – tíz év óta először – választásokat írt ki. Perón nem indulhatott, de az általa támogatott Héctor Cámporát 49,5%-kal elnökké választották. Kormánya, amelybe szakszervezeti vezetőket és jobboldali perónistákat is bevont, hagyományos peronista gazdaságpolitikát folytatott, támogatta a hazai piacot, újraosztotta a jövedelmeket. José Ber Gelbard gazdasági miniszter egyik első intézkedéseként megemelte a munkások bérét. Az 1973-as olajválság azonban súlyosan érintette a kőolajfüggő argentin gazdaságot. Már Cámpora elnökségének első hónapjában egymást érték a tüntetések, sztrájkok és gyárfoglalások. A hadsereg elfogadta Cámpora győzelmét, de ez semmit sem javított a társadalmi konfliktusokon, folytatódtak a sztrájkok és az állami erőszakszervezetek túlkapásai.
Juan Perón ekkor úgy döntött, hogy visszatér a jobb- és baloldali terror által gyötört országba. 1973. június 20-án érkezett meg Ezeiza repülőteréere, ahol kétmillióan vártak rá.  A tribünjérül azonban, ahonnan beszédet mondott volna szélsőjobboldali fegyveresek tüzet nyitottak a tömegre. 13 ember meghalt és több mint háromszázan megsebesültek. Cámpora és alelnöke, Solano Lima lemondott és új választásokat írtak ki. Szeptemberben Perónt a voksok 61,85%-val harmadszor is elnökké választották. Alelnökké harmadik feleségét, Isabel Perónt nevezte ki. Októberben foglalta el hivatalát, egy hónappal azután, hogy Pinochet Chilében puccsal megdöntötte az ottani kormányt. Argentínában is folytatódtak a terrorista akciók, még 1973 szeptemberében a Montoneros meggyilkolta José Ignacio Rucci szakszervezeti vezetőt, Perón barátját. A kormány rendkívüli intézkedésekkel próbálta elfojtani a terrorista szervezeteket, például vádemelés bármennyi ideig fogva tarthatták a gyanúsítottakat.
Perón hírnevét és karizmaját felhasználva próbálta közelíteni egymáshoz a munkások szervezetei és a nagytőkések álláspontját. Egészsége azonban megroppant és 1974. július 1-én szívrohamban meghalt. Helyét felesége vette át, aki azonban tapasztalatlan volt a politikában, csak a férje neve kölcsönzött számára tekintélyt. Pártját megbénították a belharcok, a szélsőbal- és szélsőjobboldali szervezetek továbbra is terrorakciókat hajtottak végre. Gondjait fokozták a gazdasági nehézségek, a GDP visszaesett, az infláció pedig csúcsokat döntögetett. Szociális miniszterét és közeli tanácsadóját, López Regát okkultizmussal és szélsőséges vallási csoportok támogatásával vádolták.
1976. március 24-én a hadsereg puccsal megdöntötte Isabel Perón uralmát és ismét katonai diktatúrát, az ún. Nemzeti Újjászervezési Folyamatot vezettek be; ez bizonyult a legvéresebbnek Argentína addigi történelmében.

## A Nemzeti Újjászervezési Folyamat (1976–83)

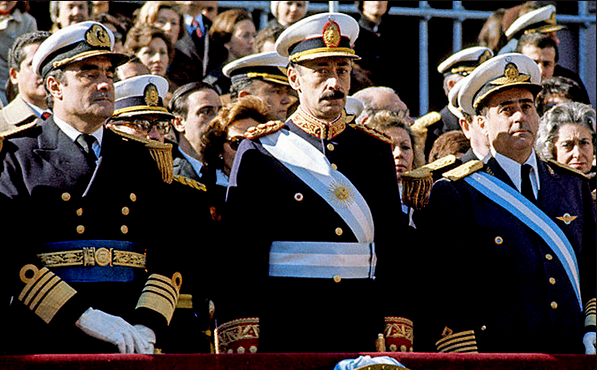
Az első katonai junta tagjai, Emilio Massera, Jorge Videla és Orlando Agosti 1978-ban

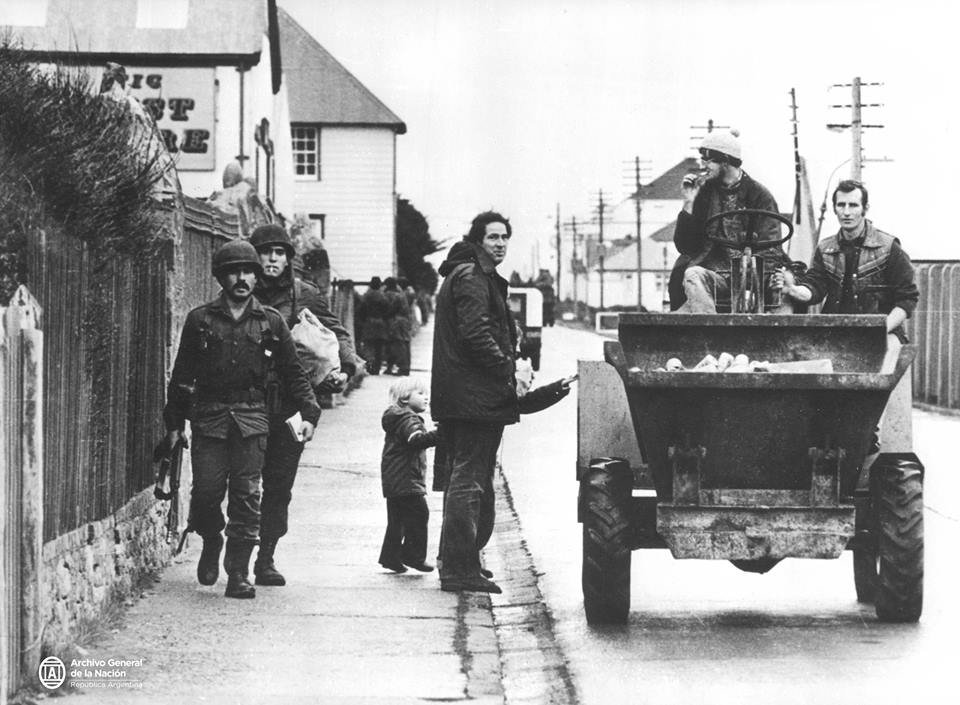
Argentin katonák a Falkland-szigeteken (1982)

A puccsot követően egy junta vette át a hatalmat, amelyet egymást követően Jorge Rafael Videla, Roberto Eduardo Viola, Leopoldo Galtieri, végül pedig Reynaldo Bignone vezetett, gyakorlatilag diktátorként. Az argentin kormány az ún. Kondor hadművelet keretein belül együttműködött a többi dél-amerikai diktatúrával (az USA nem hivatalos támogatásával) hogy akár az állami terror eszközeivel elfojtsák a baloldali mozgalmakat, kiiktassák az ellenzéki politikusokat. 1974-től kezdődően a hadsereg és a rendőrség egységei, valamint a szélsőjobboldali politikai szervezetek (mint a Tripla A) halálosztagai levadászták (elrabolták, megkínozták és meggyilkolták) a rendszer politikai ellenfeleit, szimpatizánsait vagy akár csak azokat akiket ilyesmivel gyanúsítottak. 1983-ig mintegy 30 ezren tűntek el, bár hivatalos nyilvántartást nem is lehetett készíteni, mert a rendőrség maga is részt vett a terrorista akciókban. A célpontok lehettek diákok, szakszervezeti és politikai aktivisták, újságírók, művészek, vagy bárki akit baloldali (peronista) szimpátiával vádoltak.
1978-ban Argentína közel került ahhoz, hogy háborúba keveredjen Chilével. A két ország a tűzföldi Beagle-csatorna szigetei miatt keveredett nézeteltérésbe, amelyeket egy nemzetközi egyeztető bíróság Chilnek ítélt. Videla tábornok nem ismerte el a döntést és elrendelte a szigetek megszállását, amelyet azonban aztán leállítottak. A válságot II. János Pál pápa közvetítésével sikerült elhárítani és új határvonalban megegyezni.
A gazdaság súlyos válsága, a mindent átható korrupció és a társadalmi nyugtalanság aláásta a rendszer támogatottságát. A junta elterelésként 1982-ben megpróbálta megszállni az Egyesült Királysághoz tartozó, de Argentína partjainál fekvő Falkland-szigeteket (amelyeknek azonban soha nem volt argentin lakossága), de az összecsapásokban vereséget szenvedett és helyzete még válságosabbá vált. Engedbve a társadalmi nyomásnak engedélyezték a politikai pártokat és fokozatosan visszaállították az alapvető szabadságjogokat. A junta tagjait későb bíróság elé állították és hosszú börtönbüntetésre ítélték.

## Az új demokratikus korszak (1983–)

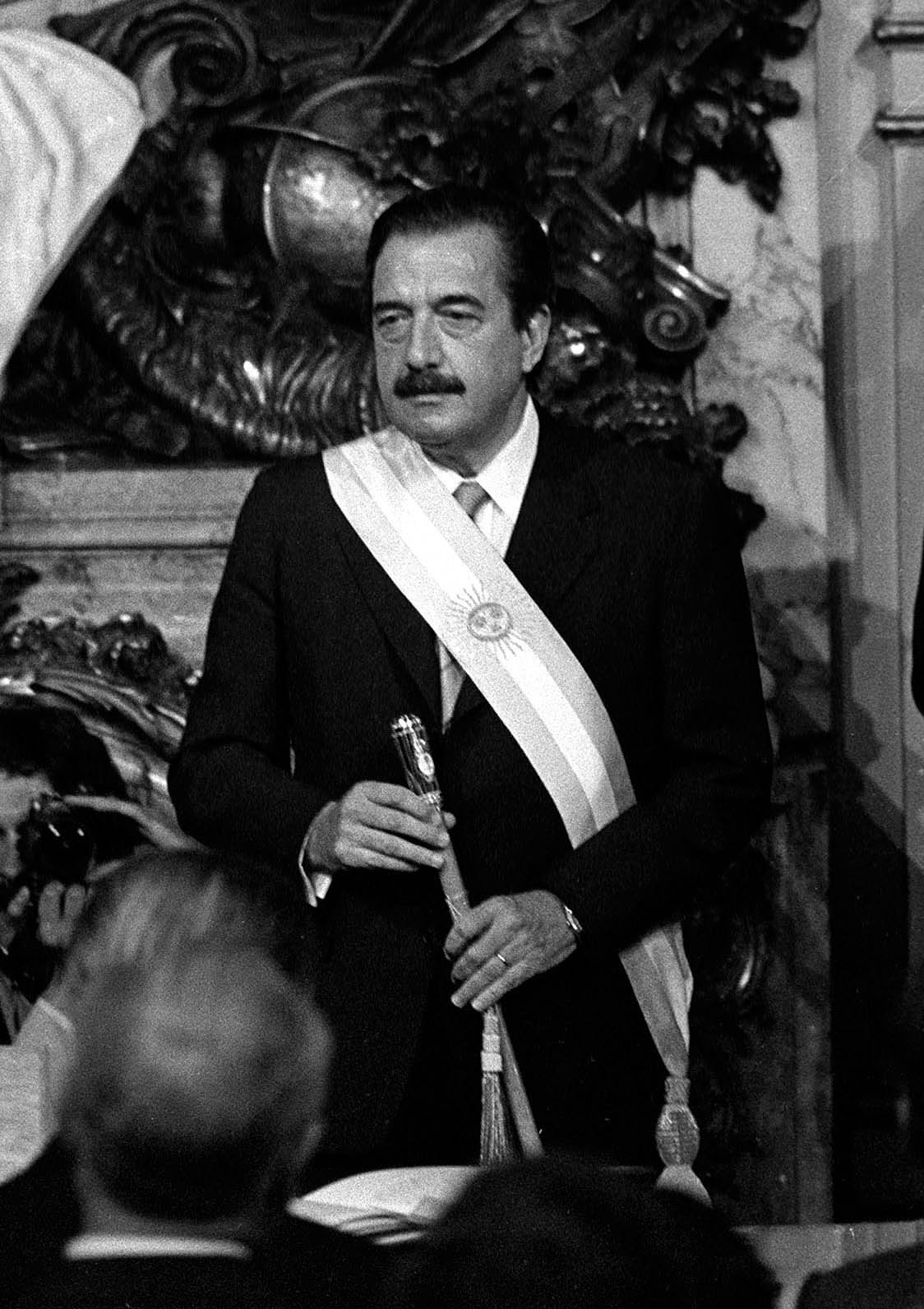
Raúl Alfonsín elnöki beiktatása (1983)

1983. október 30-án az argentinok ismét köztársasági elnököt, alelnököt, valamint tartományi és helyi vezetőket választhattak. A választások tisztaságáról nemzetközi megfigyelők gondoskodtak. Az ország visszatért az alkotmányos rendjéhez, miután Raúl Alfonsínt, a Radikális Polgári Unió (Unión Cívica Radical, UCR) jelöltjét a voksok 52%-ával elnökké választották.

### Az Alfonsín-kormány (1983–1989)
Alfonsínt 1983. december 10-én iktatták be hivatalába. Öt nappal később összehívta az Eltűnt Személyek Nemzeti Bizottságát, amelynek élére Ernesto Sabato író került. Három évvel később, 1986 decemberében azonban a hadsereg nyomására elfogadtak egy általános amnesztiatörvényt, amely mentesítette a büntetéstől az elnök beiktatása előtt elkövetett bűncselekmények elkövetőit. Az amnesztiatörvényeket csak 2005 júniusában függesztette fel a Legfelsőbb Bíróság és újraindították a junta idejében elkövetett atrocitások nyomozását.
Alfonsín kormánya 1984-ben barátsági szerződést kötött Chilével és megkezdték a tárgyalásokat a dél-amerikai szabadkereskedelmi övezet, a Mercosur létrehozásáról.
Az 1985-ös és 1987-es félidős választásokon magas volt a részvételi arány, annak jeleként hogy a közvélemény támogatja az erős demokratikus rendszert. Az UCR vezette kormány lépéseket tett az ország legégetőbb problémáinak megoldására, mint a katonai diktatúra alatt eltűnt személyek miatti elszámoltatás, a fegyveres erők polgári ellenőrzése vagy a demokratikus intézmények megszilárdítása. Az Alfonsín-kormány egyik legnagyobb eredménye az állami intézményeket fertőző korrupció visszaszorítása volt.
A hadsereggel való állandó súrlódások, a diktatúra idejéből örökölt gazdasági problémák fennmaradása és a szakszervezetek ellenállása azonban aláásta az Alfonsín-kormány hatékonyságát, amely fél évvel kiszabott ideje előtt távozott hivatalából, miután a peronista Carlos Menem megnyerte az 1989-es elnökválasztást.

### A Menem-kormány (1989–99)
Menem nagyszabású strukturális reformokat indított el, amelyek drámaian csökkentették az állam szerepét az argentin gazdaságban. Ironikus módon éppen a peronista Menem kezdeményezte számos olyan iparág privatizálását, amelyeket valamikor még Perón államosított.
Amikor a parlament nem tudott konszenzusra jutni az általa javasolt reformokról, Menem nem vonakodott élni elnöki hatásköreivel és szükségrendeletekkel vitte át akaratát. 1994-ben korlátozták is a hatásköreit, amikor az ellenzéki Radikális Párttal kötött ún. Olivos-paktum keretében módosították az alkotmányt. A megállapodás egyúttal lehetővé tette hogy Menem ismét induljon az 1995-ös elnökválasztáson, ahol szavazatok 50%-ával újraválasztották. Erre a választásra alakult meg a mérsékelt baloldali Országos Szolidaritási Front (Frente País Solidario, FrePaSo), amely alternatívát nyújtott az addigi peronista-radikális kétpártrendszerből kiábrándultaknak és elsősorban Buenos Aires-ben volt erős. Fontos fejlemény volt az argentin politikai életben, hogy az 1999-es kampányban mindhárom nagy párt szabadpiaci gazdaságpolitikát hirdetett.

### A De La Rúa-kormány (1999–2001)
1999 októberében a radikális/FrePaSo jelölt, Fernando de la Rúa legyőzte peronista ellenfelét. Az IMF tanácsait követve visszafogta az állami kiadásokat, hogy csökkentse az ország eladósodottságát, igyekezett növelni a munkaerőpiac flexibilitását és növelni a külföldi tőkebefektetéseket.
2001 végén Aregentínát súlyos gazdasági válság sújtotta. Az IMF nyomására az ország továbbra is teljesítette adósságkötelezettségeit, de emiatt le kellett értekelnie a nemzeti valutát. A költségvetési megszorítások miatt a mintegy 2 millió állami alkalmazott fizetését 13%-kal csökkentették. Az ország a kockázatos adósok listáján maradt, emiatt csak magas kamattal jutott pénzhez és növekedtek adósságterhei. A 2001-es parlamenti választáson a jobboldali szövetség elvesztette többségét az alsóházban és a polgárok elgedetlenségét mutatta a rekordszámú, mintegy 25%-nyi érvénytelen szavazat is.

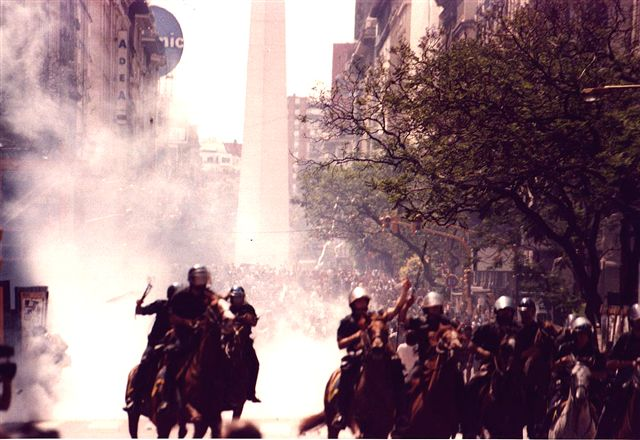
Zavargások 2001-ben

2001 novemberében a peso közeli leértékelésének hírére pánik tört ki és az emberek tömegesen igyekeztek kivenni megtakarításaikat a bankokból. Domingo Cavallo gazdasági miniszter korlátozta a kivehető pénzösszeget, gyakorlatilag befagyasztva az argentin középosztály döntően pesóban tartott megtakarításait (ezt a befagyasztást nevezték informálisan corralitónak). A dollárban tartott külföldi számlák eközben védve voltak a pénzügyi pánik hatásaitól.
Decemberre a pénzügyi válságba jutott gazdaság súlyosan visszaesett. Zavargások kezdődtek, amelyek több tucat halálos áldozatot követeltek. Domingo Cavallo lemondott, de ezzel már nem tudta megmenteni a De la Rúa-kormányt. December 20-án az elnök is bejelentette lemondását, a válság azonban megmaradt. A parlament új elnököt választott Adolfo Rodríguez Saá személyében, egy héttel később azonban ő is lemondott és a képviselőház a választásokon vesztes perónista Eduardo Duhaldét kérte fel az ország vezetésére.
Duhalde kormánya 29%-kal leértékelte a pesót, majd megszüntette árfolyamának dollárhoz való kötését, ami miatt a 2002 nyarára a pénz további egynegyedet veszített az értékéből. A középosztály és a munkanélküliek tüntetéseit igyekezett toleránsan, minimális erőszakkal kezelni. Gazdasági minisztere, Roberto Lavagna óvatos, mérsékelt intézkedéseivel sikeresen visszafogta az inflációt.
Egy évvel később Duhalde teljesítettnek ítélte a feladatát és 2003 áprilisára új választásokat írt ki.

### A Kirchner-korszak (2003–2015)

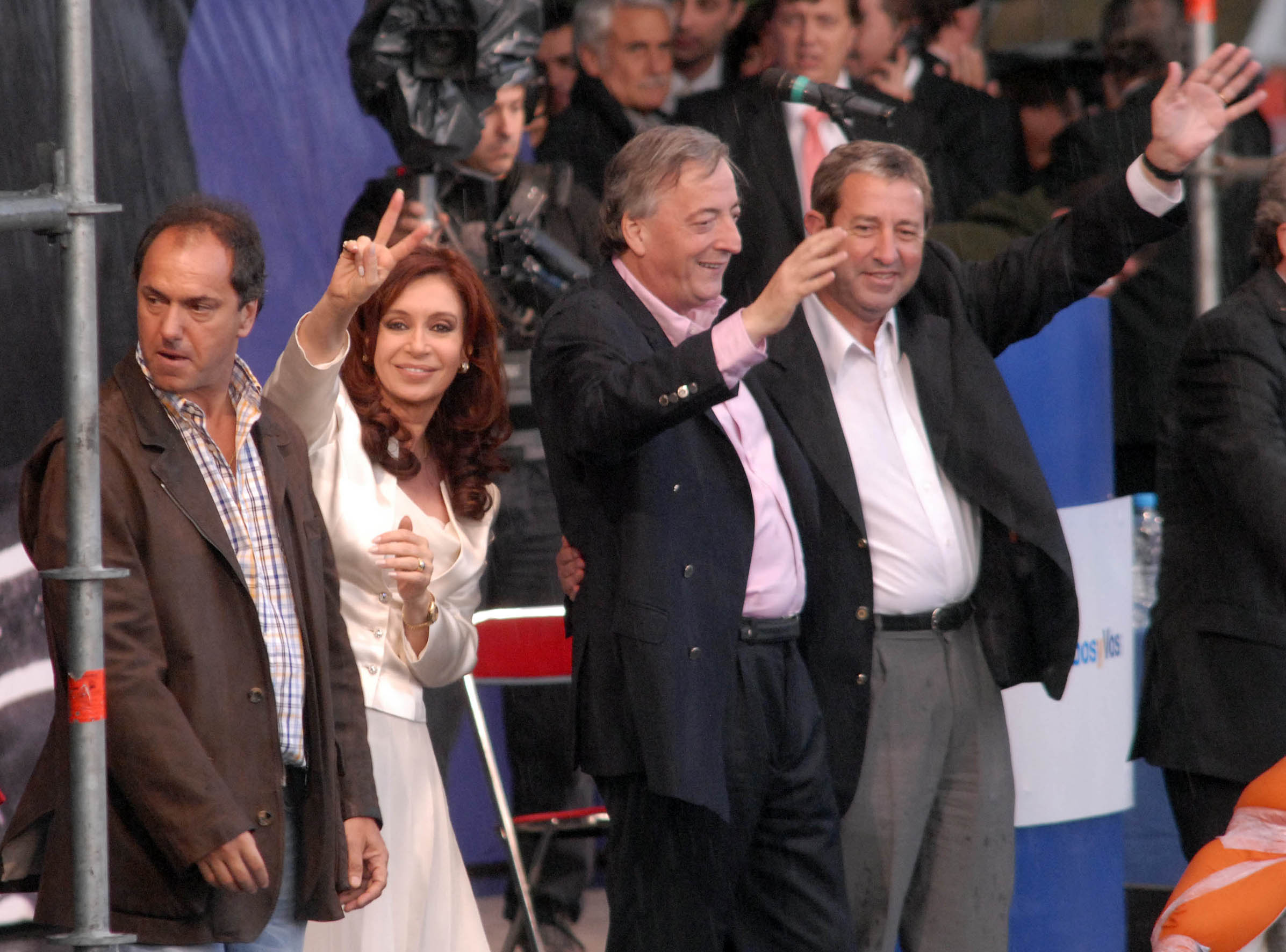
Cristina és Néstor Kirchner (középen) a 2007-es választási kampányban

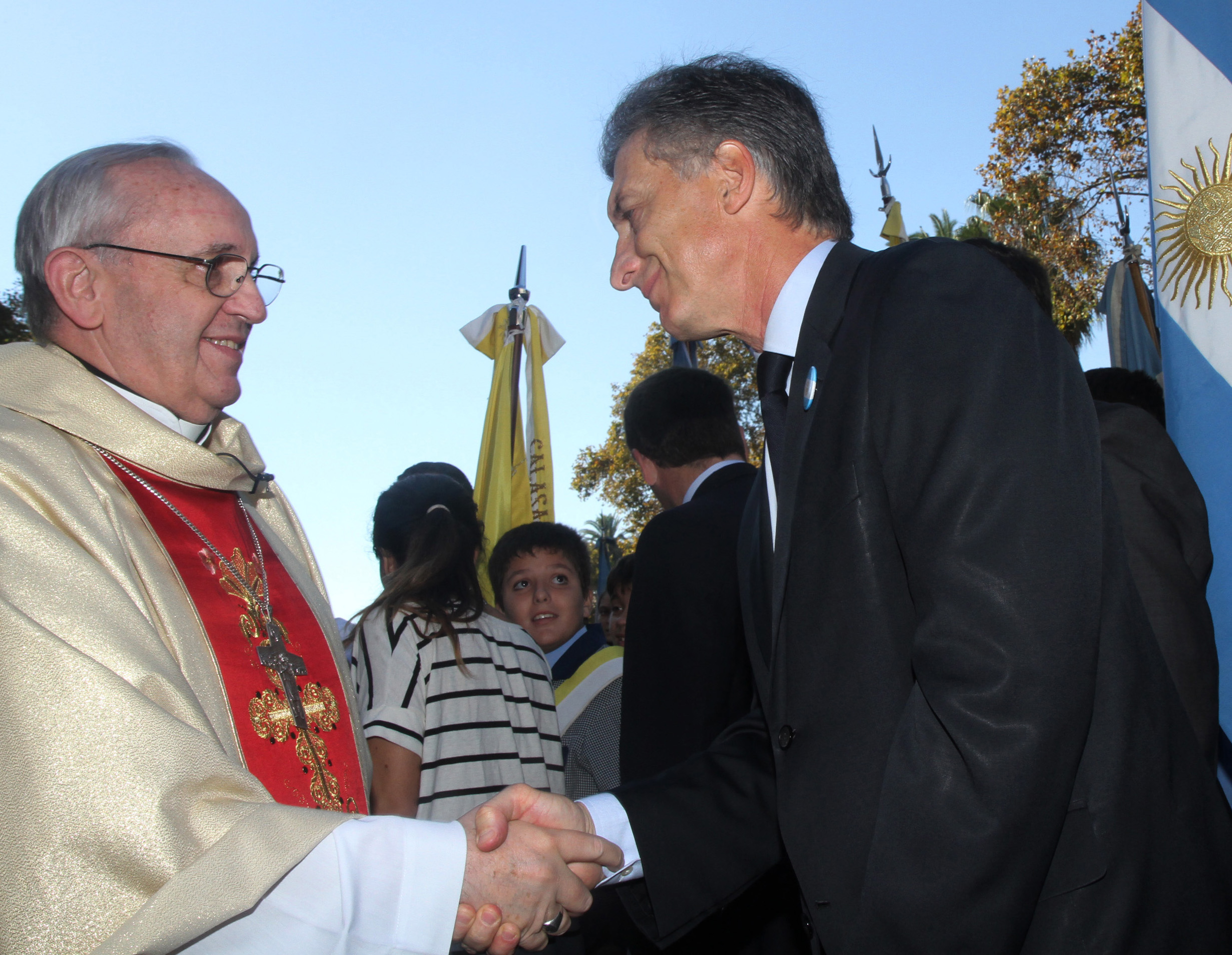
Mauricio Macri és Jorge Bergoglio érsek (később Ferenc pápa) 2012-ben

A 2003-as választást Santa Cruz tartomány kormányzója, a balközép peronista Néstor Kirchner nyerte. Lecserélte a fegyveres erők vezetőit és visszavonta a 80-as évek ellentmondásos amnesztiarendeleteit, amelyek megvédték a katonai diktatúra prominens személyeit a felelősségrevonástól. Gazdasági miniszterként megtartotta Lavagnát.
A gazdasági válság során a GDP 20%-kal csökkent, a lakosság fele a szegénységi küszöb alá került és a munkanélküliség 21%-ra nőtt. Kirchner elutasította az IMF adósság-átstrukturálási javaslatát és a központi bank tartalékaiból egy összegben kifizette az IMF-fel szembeni adósságot, hogy az ország visszanyerje financiális függetlenségét. A kedvező világgazdasági környezetnek és a magas szójaáraknak köszönhetően (a szójatermelés volt az argentin gazdaság húzóágazata) a GDP évente 8%-kal nőtt és mintegy 11 millió argentin került ki a szegénységi küszöb alól.
A 2007 októberében tartott parlamenti és elnökválasztáson Kirchner nem indult, helyette felesége, Cristina Fernández de Kirchner jelölését támogatta. Pártszövetségük, a Győzelmi Front tíz tartományból hatban győzelmet aratott, Cristina Kirchner pedig 44%-kal megnyerte az elnökválasztást is. Néstor nem vonult vissza, befolyásos politikus maradt, a sajtó gyakran elnöki házaspárként emlegette őket; egyes politológusok szerint az országnak ekkor kettős elnöksége volt.
A következő évben a kormány adót vetett ki egyes mezőgazdasági termékek (mint a szója vagy a napraforgó) exportjára. Ennek következtében országszerte tüntetések kezdődtek, a tiltakozások több mint három hónapon át tartottak. Az adót a szenátus végül leszavazta (többek között Julio Cobos alelnök voksával).
2010 októberében a 60 éves Néstor Kirchner váratlanul, szívinfarktus következtében meghalt. Cristina változtatott a kormányzás stílusán, fokozatosan eltávolodott a hagyományos peronista Igazságosság Párttól és a legidősebb fia, Máximo Kirchner által vezetett La Cámpora politikai szervezetnek kedvezett.
A 2011-es választáson a Cristina Kirchner 54,11%-kal döntő győzelmet ért el legfőbb ellenfelével, a szocialista Hermes Binnerrel szemben, pártja pedig egy kivételével minden tartományban többséget szerzett. Ő volt ez első latin-amerikai női államfő, akit újraválasztottak. Bár korlátozta a peso más valutákra való átválthatóságát és 2014-ben az ország államcsődöt jelentett, elnöksége végén népszerűsége még mindig 50% fölött maradt.

### A Macri-kormány (2015–2019)
A 2015-ös választást az ellenzéki Republikánus Kezdeményezés jelöltje, Mauricio Macri Buenos Aires-i polgármester nyerte a Győzelmi Front által indított Daniel Sciolival szemben. Elődeivel szemben Macri neoliberális gazdaságpolitikát követett. Az elnök azonban belekeveredett a 2016-ban kirobbant Panama-akták botrányába, kiderült hogy offshore cégein keresztül más politikusok adót csaltak.

### A Fernández-kormány (2019–2023)
A 2019-es választáson Alberto Fernández (Néstor Kirchner korábbi kabinetfőnöke) az Igazságosság Párt színeiben felülkerekedett a másodszor is induló Macrin.
A 2021-es parlamenti választáson az elnököt támogató peronista balközép Mindenki Frontja elvesztette többségét a nemzetgyűlésben. A győztes az addig ellenzéki pártokat tömörítő, jobbközép Együtt a Változásért koalíció volt. A változás szinte megbénította Fernándezt, minden törvényjavaslatát a vele szembenálló politikusokkal kellett egyeztetnie. 2023-ban be is jelentette, hogy nem kíván újraindulni az elnökségért.

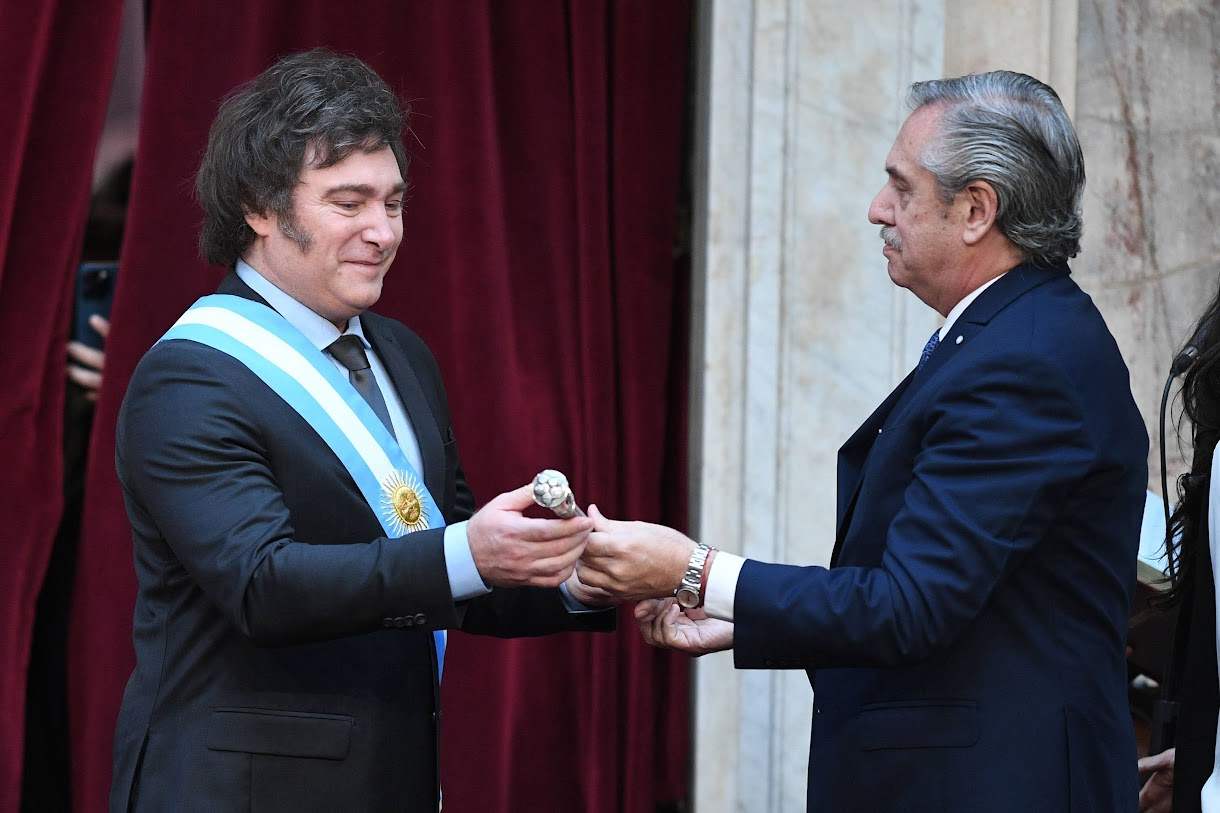
Javier Milei elnöki beiktatásán

A 2023-as választást az argentin politikai elitet kívülről bíráló, jobboldali populista, magát anarcho-kapitalistának mondó Javier Milei nyerte az addigi kormánypárt jelöltjével, Sergio Massával szemben.

### A Milei-kormány (2023–)
Milei beiktatásakor az argentin gazdaság évi 143%-os inflációtól szenvedett , a peso árfolyama esett és a polgárok 40%-a a szegénységi küszöb alatt élt.
Milei gazdasági sokkterápiát vezetett be, elbocsátotta az állami alkalmazottak 20%-át és csökkentette a magasabb rangúak fizetését, valamint megszüntette az adóhivatalt (és létrehozott helyette egy kisebb intézményt. A munkanélküliség és a szegénységi küszöb alatt élők száma ennek megfelelően meredeken nőtt, de egy évvel később már látszottak a radikális költségtakarékosség eredményei; az infláció 55,9%-ra csökkent és a peso 44%-ot erősödött vissza a dollárral szemben.

## Fordítás
- Ez a szócikk részben vagy egészben  a   History of Argentina című angol Wikipédia-szócikk ezen változatának fordításán alapul.  Az eredeti cikk szerkesztőit annak laptörténete sorolja fel. Ez a jelzés csupán a megfogalmazás eredetét és a szerzői jogokat jelzi, nem szolgál a cikkben szereplő információk forrásmegjelöléseként.